# Erste Homosexuellenbewegung

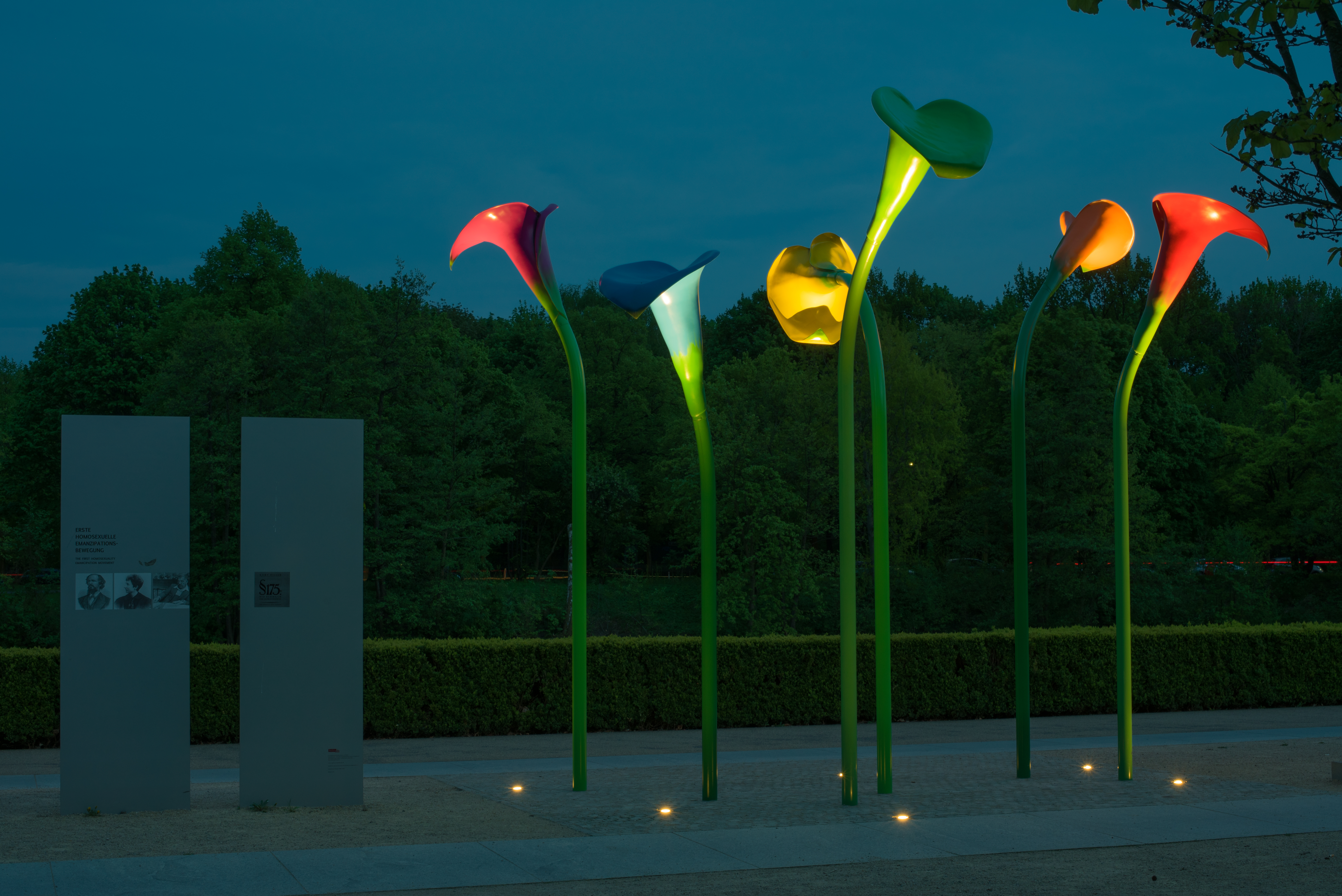
Das Denkmal für die erste homosexuelle Emanzipationsbewegung in Berlin, 2017

Die erste Homosexuellenbewegung (oft auch einfach Homosexuellenbewegung) war die erste Emanzipationsbewegung homosexueller Männer und Frauen von der Mitte des 19. Jahrhunderts bis in die 1930er Jahre. Sie ist abzugrenzen von der Homophilenbewegung der 1940er bis 1970er Jahre und der Lesben- und Schwulenbewegung seit den 1970er Jahren. Trotz ihrer Bezeichnung bot die Homosexuellenbewegung auch anderen sexuellen Minderheiten Raum, insbesondere zeitgenössisch Transvestiten genannten Transpersonen.
Zwar lässt sich ein gleichgeschlechtliches Leben und Lieben in Europa auch vor dem 19. Jahrhundert nachweisen, dies beschränkte sich allerdings im Wesentlichen auf Möglichkeiten eines sozial und sexuell gleichgeschlechtlichen Umgangs innerhalb heteronormativ definierter Lebensweisen. Spezifische sexuelle Identitäten im modernen Sinn entstanden erst im späten 19. Jahrhundert.
Ideell gespeist durch erste Aktivisten sowie Mediziner und Juristen seit Mitte des 19. Jahrhunderts begann eine organisierte Bewegung ab 1896 in Berlin. Zentral war das Wissenschaftlich-humanitäre Komitee um Magnus Hirschfeld. Bereits zu dieser frühen Zeit gelang es der Bewegung in den Wissenschaften, der Politik und der Öffentlichkeit Gehör zu finden, beeinträchtigt wurde dies jedoch ab 1907 durch zunehmenden gesellschaftlichen Widerstand, ausgelöst durch die Harden-Eulenburg-Affäre. Die publizistische und aktivistische Arbeit erfuhr vor allem in der liberaleren Weimarer Republik ab 1919 mit der Gründung großer Verbände enormen Aufschwung. Zu dieser Zeit gelang es der Homosexuellenbewegung, in kürzester Zeit eine große Anzahl kultureller und sozialer Räume für sexuelle Minderheiten zu schaffen, sich entlang verschiedenster sexueller Identitäten weiter auszudifferenzieren und Teile der Öffentlichkeit zu erreichen.
Ihr geographischer Schwerpunkt lag in Deutschland. Außerhalb Deutschlands gab es Zentren homosexuellen Lebens unter anderem in Paris, London und New York, die aber auf intellektuelle und kulturelle Eliten beschränkt und kaum gesellschaftspolitisch wirksam waren. Die kleinen und oft fragilen Initiativen, die sich z. B. in den USA, Großbritannien oder Frankreich politisch engagierten, waren meist kurzlebig und ebenso eng angebunden an die Berliner Diskurse wie jene der deutschen Provinzen. Als aktiver Teil des Diskurses der Bewegung spielten sie nur eine geringe Rolle, rezipierten und verbreiteten deren Ideen allerdings und leisteten so national, lokal oder regional Pionierarbeit.
Nach der Zerschlagung der deutschen Homosexuellenbewegung durch den Nationalsozialismus 1933 wurde ihr Erbe in der Tschechoslowakei und der Schweiz noch kurze Zeit fortgeführt. Nach einer intellektuellen Transformation in der Schweiz der 1940er Jahre entstand in ihrer Nachfolge in den USA, Skandinavien und den Niederlanden die organisierte Homophilenbewegung. Sie blieb aber nicht zuletzt aufgrund restaurativer gesellschaftlicher Klimata und defensiver Strategien in ihrer Wirkung weit hinter der Homosexuellenbewegung zurück.
Aufgrund des sexualpolitisch weltweit weitgehend repressiven Klimas geriet die Homosexuellenbewegung in der Nachkriegszeit weitgehend in Vergessenheit, wiederentdeckt wurde sie erst durch Forscherinnen und Forscher aus der Lesben- und Schwulenbewegung ab den frühen 1970er Jahren.

## Begriffsgeschichte
Seit im Zuge der Aufklärung ein Diskurs zur Sexualität begann, war er bestimmt durch einen biologistischen Ansatz, der in der Medizin und Sexualwissenschaft lange weitgehend unwidersprochen blieb. Eine damit einhergehende essentialistische Perspektive, nach der sexuelle Kategorien wie Homo- oder Heterosexualität biologisch veranlagt sowie kultur- und geschichtsübergreifend anwendbar seien, blieb bis weit in die 1970er Jahre vorherrschend.
Michel Foucaults Der Wille zum Wissen sorgte ab 1977 für eine Verschiebung hin zu einem konstruktivistischen Modell. Laut Foucault konstituierte sich Sexualität als kulturelles und soziales Identitätskonzept erst im 19. Jahrhundert, im Zuge der Aufklärung wurden im Disput von wissenschaftlichen Disziplinen, staatlichen Akteuren sowie Aktivisten verschiedene Sexualitäten als Kategorien gleichermaßen „erfunden“. Daher habe es vor dieser Zeit auch noch keine Begriffe gegeben, die wie die heutigen „heterosexuell“, „trans“, „schwul“ oder „lesbisch“ geeignet waren, sexuelle Selbstverständnisse zu benennen. Mit den Worten von Rüdiger Lautmann „Was wurde erfunden? Gewiss nicht der gleichgeschlechtliche Sex, wohl aber die Denkfigur des ‚homosexuell Seins‘, in der sich Menschen hinfort spiegeln und erkennen konnten, …“. Michel Foucault legte diesen Zeitpunkt fest auf 1869, den Zeitpunkt der Veröffentlichung eines Artikels des Mediziners Carl Westphal, unabhängig von dieser (über-)präzisen zeitlichen Festlegung erwies sich seine Theorie als ausgesprochen einflussreich und setzte sich in den 90er Jahren im Zuge der „Essentialisten-Konstruktivisten-Kontroverse“ durch; Eve Kosofsky Sedgwick nannte dies später nicht ohne Ironie den „Großen Paradigmenwechsel“. Seither werden sexuelle Identitäten in der Forschung als Konstruktionen begriffen, die Mitte des 19. Jahrhunderts ihren Anfang nahmen. Zugleich legte Foucault damit den Grundstein zur Queer-Theorie, nach der die binäre Konstruktion von Geschlechtlichkeit nur eine von vielen gleichberechtigten und gleichursprünglichen Konzeptionen von Sexualität und so hinterfragbar sei.
Auch in der räumlichen Betrachtung hatte Foucaults Arbeit Folgen, da er die Erfindung der Sexualitäten als Phänomen der westlichen Moderne beschrieb. Als solche ließen sie sich auf nicht-westliche Formen gleichgeschlechtlichen Liebens nicht anwenden. Übereinstimmend damit fand außerhalb Westeuropas und der USA eine „Homosexuellenbewegung“ nicht statt. Zwar wurden insbesondere medizinische Texte der frühen Sexualwissenschaft z. B. in China, Japan, Ägypten und Palästina übersetzt, wurden aber in der Regel unter anderen Aspekten rezipiert. Auch unabhängig von der Rezeption westlicher Texte und Formen der Bewegung lassen sich außerhalb der westlichen Welt keine zeitgenössischen Parallelen zu einer Homosexuellenbewegung finden.
Um dem Rechnung zu tragen, wird in der Wissenschaft häufig der Begriff „Homosexualität“ nur als Bezeichner für die Zeit ab ca. 1860 verwendet, für andere Räume und frühere Zeiten oder als generischer Begriff wird eher „Gleichgeschlechtlichkeit“ verwandt. Innerhalb dieser Epoche wird für die verschiedenen Emanzipationsbewegungen gliedernd auf charakteristische Eigenbezeichnungen zurückgegriffen, etabliert sind die Begriffe Homosexuellenbewegung (~1860-~1942), Homophilenbewegung (~1942-~1969) und Schwulen- und Lesbenbewegung (ab ~1969). Diese Praxis und das ihr zugrundeliegende Verständnis separierbarer Epochen ist nicht nur von Essentialisten wie Louis Crompton zugunsten von historischen Kontinuitäten in Frage gestellt worden, sondern im 21. Jahrhundert wiederholt auch aus den Queer Studies (z. B. von Carolyn Dinshaw oder Valerie Traub). Dies fand in der Geschichtswissenschaft bisher aber keine nachhaltige Resonanz.

## Vorgeschichte – Gleichgeschlechtliche Liebe bis zur Aufklärung

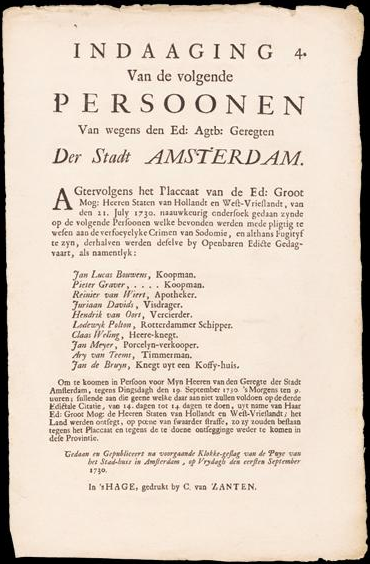
Fahndungsplakat für Sodomisten, Amsterdam 1730

In Europa basierte das Verhältnis des Staates und der Gesellschaft zu gleichgeschlechtlicher Liebe vor der Aufklärung auf religiöser Argumentation. Gleichgeschlechtliche Sexualität zählte zu den Sodomien, den Sexualpraktiken, die sämtlich als sündig und „unzüchtig“ begriffen wurden, da sie nicht der Zeugung eines Kindes dienten. Dieser nicht immer einheitlich angewandte Begriff umfasste jede von der vaginalen Penetration einer Frau durch einen Mann abweichende Sexualpraktik und konnte gleichermaßen Onanie, Zoophilie, Masturbation, Verkehr zwischen den Schenkeln sowie Anal- und Oralverkehr betreffen.
Soweit es gleichgeschlechtliche Sexualität betraf, bezogen sich Sanktionen vornehmlich auf die sexuelle Praxis unter Männern, da die vormoderne Konzeption von Sexualität phallisch zentriert war. „Unzucht“ zwischen Frauen wurde vor allem dann festgestellt und geahndet, wenn weibliche Sexualität die Grenzen zur Maskulinität verletzte, so wenn beim Verkehr unter Frauen auf auffällige Nachbildungen des Penis zurückgriffen wurde oder im Fall deutlich verlängerter Klitorides. Noch frühe Autoren der Aufklärung wie Johann Jakob Cella oder Johann Christoph Fahner verstanden gleichgeschlechtliche Akte unter Frauen nicht als Verbrechen, sondern als „onanistische Laster“, aus dieser Haltung heraus verzichtete auch Preußen bei der Einführung des Allgemeinen Landrechts 1794 auf eine entsprechende Kriminalisierung.
Mit der Französischen Revolution und der Trennung von Kirche und Staat anhand der Ideen der Aufklärung wurde die Idee der „Sünde“ auch als Anlass zur Strafverfolgung in Frage gestellt. Autoren wie Jeremy Bentham (1785), Johann Jakob Cella (1787) oder Paul Johann Anselm von Feuerbach (1803) begriffen „Sodomie“ als opferlose Straftat, die keine Verfolgung rechtfertige. Auf dieser Basis wurde gleichgeschlechtliches Lieben ab 1791 in Frankreich entkriminalisiert. Diese Liberalisierung setzte sich durch die Verbreitung französischen Rechts im Rahmen der Napoleonischen Kriege in vielen Teilen Europas durch, so zum Beispiel in Belgien, Italien und den Niederlanden, aber auch Teilen Deutschlands. Anders blieb dies in Großbritannien, wo bis weit ins 20. Jahrhundert eine unverändert harte Gesetzgebung herrschte (bis 1861 Todesstrafe, ab 1885 zwei Jahre Zuchthaus).
Über Subkulturen gleichgeschlechtlich liebender Menschen sind Quellen vor dem 19. Jahrhundert spärlich. Zwar gibt es zahlreiche Berichte, meist aus Gerichts- und Polizeiakten, über gleichgeschlechtliches Lieben, sie beschränken sich jedoch auf Individuen und ihr Handeln aus sanktionierend-abwertender Perspektive. Nur selten finden sich umfangreichere Zeugnisse, noch seltener originäre Stimmen Betroffener. Aus dem Florenz des 15. Jahrhunderts, dem Sevilla des 16. Jahrhunderts, insbesondere aber den Niederlanden und dem London des 18. Jahrhunderts sind jedoch mann-männliche Subkulturen dokumentiert. Dort sind nicht nur öffentliche Treffpunkte oder spezielle Häuser (Molly-houses, Lolhuysen) für Begegnung und sexuellen Verkehr bezeugt, sondern auch „proto-homosexuelle“ subkulturelle Formen wie ein fest etabliertes Transvestitentum, spezielle Codes in Sprache, Kleidung und Gesten sowie Beziehungsnetzwerke zwischen den Teilnehmern. Historiker wie Randolph Trumbach oder Rictor Norton schlugen aus diesem Grund vor, den Zeitpunkt der Entstehung einer homosexuellen Identität auf das London des späten 18. Jahrhunderts zu verlegen, setzten sich jedoch nicht durch.

## Pionierzeit der Homosexuellenbewegung – 1836 bis 1896
Die Loslösung geschlechtlichen Handelns von der Einhegung durch religiöse Werte öffnete neuen Perspektiven das Feld. Neben ersten Aktivisten sowie Juristen vor allem in der Medizin, aus deren zunehmender Beschäftigung mit der Sexualität seit Paolo Mantegazza in den 1860er Jahren die Sexualwissenschaft entstand. Sie gestalteten das zuvor von der Vorstellung der „Sodomie“ als sündhaft geprägte Narrativ hin zu einer Formulierung von Homosexualität als natürliche Veranlagung.

### Heinrich Hössli

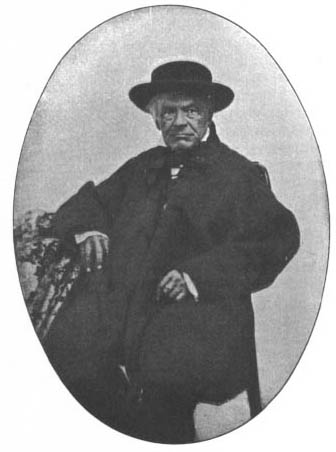
Heinrich Hössli

Als am 30. September 1817 der Rechtsanwalt Franz Desgouttes in der Schweiz wegen der Tötung seines Freundes stranguliert und gerädert wurde, nahm der Schweizer Heinrich Hössli dies zum Anlass, den ersten Band von Eros, Die Männerliebe der Griechen zu verfassen, der 1836 erschien und dem 1838 ein zweiter Band folgte.
Hössli, ein Autodidakt, wählte einen humanistischen Ansatz und griff auf literarische und historische Autoren zurück, so auf Schriften von Basilius von Ramdohr, das von Wolfgang Menzel herausgegebene Literatur-Blatt oder Sigismund Wiese, vor allem jedoch antike Autoren. Punktuell bezog er auch Mediziner ein wie Johann Georg Zimmermann oder Johann Friedrich Zückert. Hierbei nahm er auch das kurz zuvor erst als botanischen Begriff etablierte Wort Sexualität auf, das er einer Ausgabe des Magazin für die gesamte Heilkunde von Johann Nepomuk Rust aus dem Jahr 1835 entnahm.
Obwohl Hössli noch den kirchenrechtlich etablierten Begriff der Sodomie verwandte, löste er dessen Gehalt von „Widernatürlichkeit“ und „Sündhaftigkeit“ auf zugunsten einer Natürlichkeit gleichgeschlechtlichen Liebens. Dies führe zum Anspruch gleichgeschlechtlich Liebender auf Gleichstellung und Anerkennung in der Gesellschaft und vor dem Recht. Hösslis Pionierarbeit wurde bis zu seinem Tod 1864 kaum zur Kenntnis genommen und blieb weitgehend folgenlos, erst ab 1866 wurde sie durch Karl Heinrich Ulrichs rezipiert und 1902 durch Ferdinand Karsch wieder zugänglich gemacht.

### Karl Heinrich Ulrichs

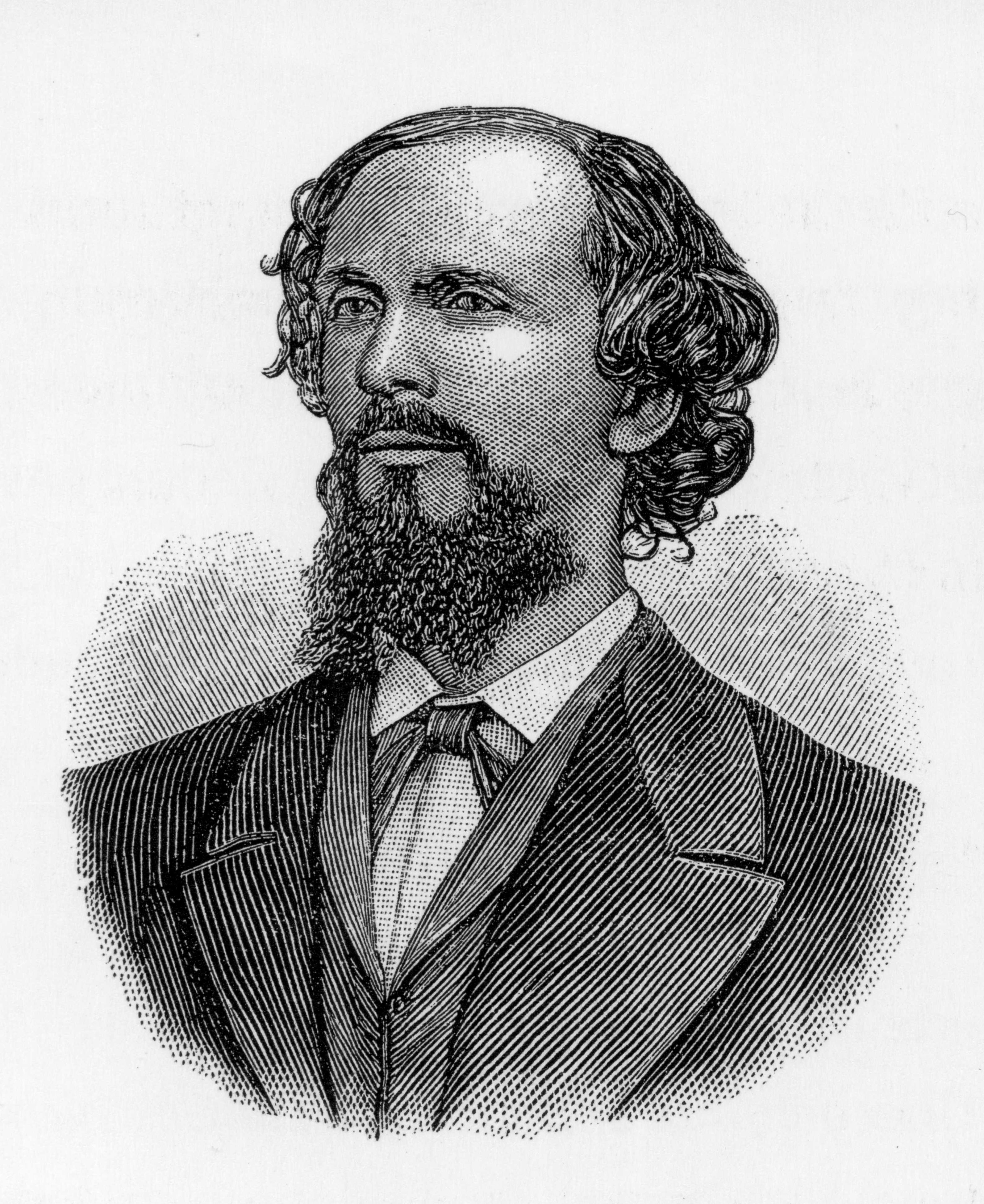
Karl Heinrich Ulrichs

Karl Heinrich Ulrichs lebte als Rechtsanwalt im Königreich Hannover, wo gleichgeschlechtliche Liebe nicht unter Strafe stand. Dessen ungeachtet geriet er ab 1854 durch sein gleichgeschlechtliches Lieben mit den herrschenden Moralvorstellungen in Konflikt und verlor seine Stellung als Beamter. In seinen Schriften entwarf er ab 1864 eine geschlossene Theorie mann-männlicher Liebe. Wie Hössli postulierte er deren Natürlichkeit per angeborener Veranlagung, die er auf eine weibliche Seele im männlichen Körper zurückführte. Parallel zu seiner Theorie entwickelte Ulrichs eine spezifische Terminologie und schuf ausgehend vom Begriff des Uranismus die Begriffe des Urnings und der Urninde für gleichgeschlechtlich Liebende, die bis in die 1930er Jahre Verwendung fanden. Ulrichs erklärte in gleicher Weise auch die gleichgeschlechtliche Liebe unter Frauen und umriss in späteren Schriften anhand des Begriffs des Zwitters Ansätze zur Auflösung binärer Vorstellungen von Sexualität und Geschlecht.
Ulrichs war auch aktivistisch tätig und bekannte sich selbst öffentlich zur „mann-männlichen Liebe“. 1867 trug er in einer aufsehenerregenden Rede auf dem Juristentag in München seine Forderung nach Straflosigkeit gleichgeschlechtlicher Liebe vor. 1865 entwarf er eine Satzung für den Urningsbund (der nie gegründet wurde) und im Januar 1870 publizierte er mit Uranus die erste Zeitschrift für gleichgeschlechtlich Liebende, die allerdings mangels Abonnenten über eine Ausgabe nicht hinauskam. Ulrichs trat gegen die Übernahme des preußischen Strafrechtsparagrafen als § 175 ins Strafgesetzbuch des neu gegründeten Deutschen Reiches ein und begann eine Kampagne, die viel Aufmerksamkeit und Zuspruch erhielt. Gegen konservative und kirchliche Interessen blieb dies jedoch letztlich erfolglos, woraufhin Ulrichs sich enttäuscht nach Italien zurückzog.
Mit seiner Tätigkeit skizzierte Ulrichs bereits die Themenfelder und Methoden homosexueller Bewegungen der Zukunft. Seine Texte wurden trotz ihrer anfangs geringen Auflage vielfach in Zeitschriften besprochen und durch zahlreiche Aktivisten, Politiker, Mediziner und Juristen in den kommenden Jahrzehnten rezipiert, seine aktivistische Arbeit inspirierte über seinen Tod hinaus andere zum Kampf für die Rechte gleichgeschlechtlich Liebender. Auf seine Arbeit bezogen sich unter anderem Carl Westphal, Karl Maria Kertbeny, John Addington Symonds, Richard von Krafft-Ebing, Magnus Hirschfeld und Sigmund Freud. Nicht zuletzt gab sein Werk zeitgenössisch zahlreichen Betroffenen Orientierung, die erstmals anhand von Ulrichs’ Büchern Aufschluss über das Wesen und die Legitimität ihres eigenen Empfindens erhielten. Der Sexualwissenschaftler Volkmar Sigusch würdigte Ulrichs 2000 als „ersten Schwulen der Weltgeschichte“.

### Homosexualität in der Medizin
Teilweise im Austausch mit diesen Vorreitern der Homosexuellenbewegung begann in der Medizin, insbesondere im Zuge der Entstehung der modernen Psychiatrie und der Sexualwissenschaft, ab der Mitte des 19. Jahrhunderts eine zunehmend intensive Erörterung der Homosexualität. Differenzen entstanden vor allem anhand der Frage, ob Homosexualität eine krankhafte Erscheinung sei, deren „Heilung“ anzustreben sei oder eine „unschädliche“ natürliche Veranlagung, die keiner Behandlung bedürfe.
Der Berliner Gerichtsarzt Johann Ludwig Casper formulierte 1852 erstmals ein Verständnis gleichgeschlechtlichen Liebens als natürliche Veranlagung. In seinem Aufsatz Ueber Nothzucht und Päderastie und deren Ermittlung Seitens des Gerichtsarztes beschrieb er Homosexualität als angeborene Eigenschaft eines Menschen.

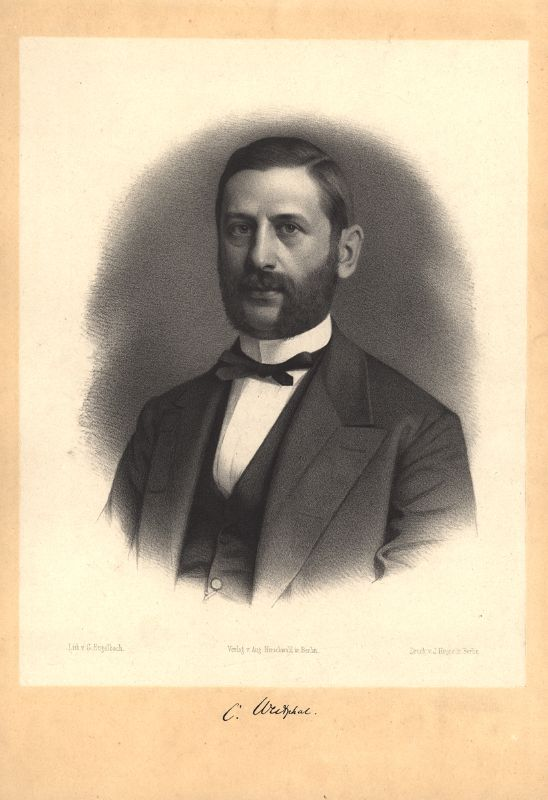
Carl Westphal

Carl Westphal versammelte 1869 in Die Konträre Sexualempfindung zahlreiche Fälle gleichgeschlechtlichen Liebens. Wenngleich Westphal seine Fallgeschichten als Sammlung pathologischer Fälle verstand, machte er auch deutlich, dass dies nicht die Regel sei. Er bezog sich explizit auf Casper und Ulrichs, zitierte letzteren ausgiebig und hielt fest, dass es auch nicht pathologische Fälle gäbe, die auf Veranlagung zurückzuführen seien und sprach sich für die Abschaffung des Sodomieparagrafen aus.
Von besonderem Einfluss war 1886 das Erscheinen der Psychopathia sexualis, dem Hauptwerk von Richard von Krafft-Ebing, dem damals weltweit führenden Psychiater. Krafft-Ebing hatte seit 1866 mit Ulrichs korrespondiert und bezog sich in seiner Arbeit zur Homosexualität stark auf ihn. Krafft-Ebing begriff Homosexualität als begründet in erblicher Degeneration (eine These die 1883 bereits Emil Kraepelin formuliert hatte). Zwar bestätigte er damit die Idee einer Veranlagung zur Homosexualität und sprach sich demzufolge auch für Straffreiheit aus, etablierte aber zugleich eine Vorstellung von Homosexualität als durch minderwertiges Erbgut bedingt. In der Psychopathia sexualis verwandte Krafft-Ebing den 1868 von Karl Maria Kertbeny geprägten Begriff „Homosexualität“, der in der Medizin damit etabliert wurde und sukzessive die älteren Begriffe „Sodomie“, „Päderastie“, „konträre Sexualempfindung“, „Inversion“ und „urnisch“ ablöste. 1914 konstatierte Hirschfeld, dass sich der Begriff Homosexualität inzwischen gegenüber allen anderen Begriffen durchgesetzt habe.
Bis um 1900 war die Medizin dominiert von dieser Vorstellung der Homosexualität als angeboren, aber pathologisch, debattiert wurde allein ihre Ursache und mögliche Therapien. Bedeutende frühe Sexualwissenschaftler wie Havelock Ellis, Auguste Forel und Cesare Lombroso verknüpften sie zusätzlich mit eugenischen Ideen. Erst die Arbeit Magnus Hirschfelds, die die Vorstellung als natürliche und „gesunde“ Veranlagung statt einer Degeneration etablierte, sorgte für eine Wende in der Psychiatrie. Viele Psychiater stimmten Hirschfeld zu, selbst Krafft-Ebing distanzierte sich 1901 von der Idee der Degeneration.
Der einflussreiche Psychiater Emil Kraepelin hingegen nahm nach dem Ersten Weltkrieg eine ältere Theorie von Alfred Hoche und Oswald Bumke auf. Danach würde Homosexualität sich durch „Verführung“ verbreiten und wiederum zu psychopathischen Persönlichkeiten führen. Beeinflusst von eugenischen und rassenkundlichen Ideen leitete Kraepelin daraus die mögliche Gefahr einer Schwächung des „Volkskörpers“ ab. Auch wenn er eine Kriminalisierung nicht empfahl, hielt er eine Behandlung zur Heilung oder Linderung für erforderlich. In der Medizin fanden diese Argumentationslinien zwar nur wenig Zustimmung, wurden aber durch konservative Politiker, Kirchenvertreter und Organisationen wie den Volkswartbund als Begründung zur Forderung eines konsequenten Verbots homosexueller Organisationen, Zeitschriften und Treffpunkte herangezogen. Sie wurde in den 1930er Jahren auch von den Nationalsozialisten als Begründung für eben solche Verbote und zur Verschärfung des § 175 angegeben.

### Homosexuelles Leben im 19. Jahrhundert

#### Gesellschaftsleben
Im Verlauf des 19. Jahrhunderts entwickelte sich allmählich ein homosexuelles Leben in Großstädten, beschränkte sich anfangs jedoch auf rudimentäre Infrastrukturen zur Anbahnung sexueller Kontakte. Der Mediziner Georg Heinrich Masius schrieb 1822, das „Sodomie“ in „größeren Städten“ klassenübergreifend vorkomme und von der Obrigkeit stillschweigend geduldet werde.
Befördert durch sein rasantes Wachstum wurde Berlin im Kaiserreich Zentrum auch homosexuellen Lebens. Im frühen 19. Jahrhundert hatte es sich noch auf private Runden oder Orte für flüchtige sexuelle Begegnungen beschränkt. Der früheste Bericht von 1782 berichtete „warme Gesellschaften allhier, machen einen großen Theil der Galanterien der Männer aus!“ die erste Nennung eines Lokals, dem „Bagio“ nahe der Oranienburger Straße, wo sich Männer aller Stände träfen, „um Bigamie zu treiben“, stammt von 1802. Adolph von Schaden schrieb 1822, ein „schändliches, unnatürliches Laster kommt ungemein häufig vor, und man pflegt die Verworfenen hier – Warme zu nennen“. 1846 berichtete Wilhelm Stieber von mann-männlicher Prostitution in speziellen Bordellen und Strichen an der Neuen Wache und im Tiergarten. und Carl Röhrmann erwähnt Frauen in Männerkleidung. Auch Soldatenprostitution war häufig, eine „Tradition“, die sich bis ins frühe 20. Jahrhundert hielt und auch aus anderen Städten bekannt war, z. B. aus München, wo die nahe gelegene Hofgartenkaserne den Englischen Garten als homosexuellen Treffpunkt etablierte. Ab den 1860er Jahren etablierte sich dann allmählich ein homosexuelles Gesellschaftsleben, zuerst in Gestalt von kleineren Bällen („Man wähnte sich auf einem großen Familienball.“).
Das erste belegte Lokal für homosexuelle Männer der Epoche in Berlin war seit Mitte der 1870er der „Krausentunnel“, ein einfaches Kellerlokal. Wenige Jahre später gab es weitere Treffpunkte, so „Die Lachmine“, den „Renztunnel“, den „Pariser Keller“ in der Französischen Botschaft, das „Seegersche Lokal“ und den „Markgrafenkeller“. Die meisten dieser Lokale waren kurzlebig, einige wurden durch die Obrigkeit geschlossen, darunter 1885 unter großem Skandal das „Seegersche Lokal“. Spätestens 1892 eröffnete das „Hannemann“, das sich als beständige und beliebte Adresse bis weit in die 1910er Jahre hielt.
Ab den 1880er Jahren war in Berlin der Polizeibeamte Leopold von Meerscheidt-Hüllessem tätig. Er wurde 1885 zum Gründer und Leiter des dortigen Erpresser- und Homosexuellendezernats. Abseits des selten anwendbaren § 175 oblag es dem Ermessen der Behörden, ob und auf welcher Basis sie Homosexuelle verfolgten. Während noch Anfang der 1880er Jahre regelmäßig homosexuelle Lokale und Treffpunkte von der Polizei gestürmt und geschlossen wurden, änderte sich die Politik der Polizei ab Mitte der 1880er Jahre. Insbesondere Meerscheidt-Hüllessem übte zentralen Einfluss auf diese tolerante Ausgestaltung der Verfolgungspolitik in Berlin aus, möglicherweise begünstigt durch den neuen Polizeipräsidenten Bernhard von Richthofen. Dies führte dazu, dass Meerscheidt-Hüllessem teilweise sogar Dritten Führungen durch das homosexuelle Berlin gab, weshalb sich über die Berichte der Polizei selbst hinaus auch einige literarische, journalistische und auch wissenschaftliche Zeugnisse erhalten haben, so z. B. von Albert Moll oder August Strindberg. Durch seine Bekanntschaft mit Medizinern und Aktivisten entwickelte Meerscheidt-Hüllessem zunehmend Verständnis für die Forderungen der Homosexuellenbewegung und unterstützte Hirschfeld bei der Gründung des Wissenschaftlich-humanitären Komitees. Als Meerscheidt-Hüllessem sich 1900 wegen eines Skandals das Leben nahm, setzte sein Nachfolger Hans von Tresckow diese liberale Politik fort. Die Kontinuität dieser Toleranzpolitik über Jahrzehnte war grundlegend für die Etablierung Berlins als Zentrum der Homosexuellenbewegung.
Begünstigt durch die Toleranzpolitik öffneten mehr und mehr homosexuelle Kneipen, Restaurants und Bars und die Bälle wuchsen an Größe und Häufigkeit (Iwan Bloch berichtete von bis zu 1000 homosexuellen Männern). Um 1900 galten diese „Urningsbälle“ (seit mindestens 1884 auch für „Urninden“), bei denen Anwesende häufig in aufwendiger Kleidung des anderen Geschlechts auftraten, als „Spezialität von Berlin“.

#### Einführung des § 175
Im Zuge der Aufklärung begannen auch zahlreiche der damaligen deutschen Kleinstaaten ihre Rechtsprechung zu überarbeiten und lösten die meist noch mit der Todesstrafe bewehrten Sodomieparagrafen ab. Pionier war Preußen, das bereits 1794 seine Gesetze überarbeitete, die Strafen für gleichgeschlechtliche Handlungen unter Männern oder mit Tieren auf ein bis mehrere Jahre Zuchthaus senkte und Handlungen wie Masturbation oder gleichgeschlechtliche Sexualität unter Frauen straffrei stellte. Mit den Strafrechtsreformen in Europa in der Nachfolge des napoleonischen Code pénal von 1810 konnte in vielen deutschsprachigen Kleinstaaten eine noch liberalere Rechtsprechung Fuß fassen. Entsprechende Paragrafen wurden vollständig gestrichen, so zum Beispiel in Bayern (1813), Württemberg und Braunschweig (1839 bzw. 1840, Verfolgung noch auf Antrag), Hannover (1840) und Baden (1845). Als Folge dessen 1825 wurde dann auch in Preußen das Strafrecht erneut überarbeitet und 1851 in Kraft gesetzt. Der lange diskutierte § 143 lautete nun: „Die widernatürliche Unzucht, welche zwischen Personen männlichen Geschlechts oder von Menschen mit Thieren verübt wird, ist mit Gefängnis von sechs Monaten bis zu vier Jahren, sowie mit zeitweiliger Untersagung der Ausübung der bürgerlichen Ehrenrechte zu bestrafen.“
Mit der Gründung des Norddeutschen Bundes 1866 und der 1868 beginnenden Erarbeitung eines Strafgesetzbuches, das für das ganze Reich gelten sollte, begann erneut eine intensive Diskussion um den Paragrafen, der die Homosexualität regeln sollte. An diesen Diskussionen beteiligten sich nicht nur die Kirchen, sondern auch Aktivisten wie Ulrichs oder Kertbeny, die durchaus Gehör fanden. Zahlreiche Gutachten insbesondere von Medizinern wurden eingeholt, die einstimmig die Streichung eines solchen Paragrafen befürworteten. Heinrich von Mühler jedoch, der Justizminister Leonhardt 1869 das Gesamtgutachten übergab, stellte sich im „Interesse der öffentlichen Moral“ gegen das Gutachten. Als 1870 das neue Strafgesetzbuch verkündet wurde, war der Paragraf nicht gestrichen und der Text derselbe wie im preußischen § 143, nur die Mindeststrafe war auf einen Tag gesenkt worden. Mit der Gründung des Deutschen Reichs galt dieser Paragraf nun reichsweit und alle liberaleren Regelungen waren abgeschafft.
Während in der ersten Hälfte des 19. Jahrhunderts das Bekanntwerden gleichgeschlechtlichen Liebens anhand traditioneller gesellschaftlicher Vorstellungen zwar zu gesellschaftlicher Ächtung führte, aber nur selten rechtliche Folgen nach sich zog, ergaben sich ab der Einführung des § 175 1872 nun überall in Deutschland auch juristische Konsequenzen daraus. Jährlich wurden mehrere hundert Personen wegen Verstoß gegen den Paragrafen verurteilt, wenngleich genaue Zahlen fehlen.

### Zeitgenössische Rezeption
Als Tabuthema war Homosexualität in den Medien der breiten Öffentlichkeit so gut wie gar nicht präsent, in der zeitgenössischen Berichterstattung kam sie nur sehr selten vor. Eine Ausnahme war die Berichterstattung über Skandale oder Verbrechen, die das ansonsten nicht aussprechbare Vergehen in die Öffentlichkeit brachte. Oft war die Darstellung dort trotzdem tabuisiert, kaum einmal gab es mehr als pauschale Formulierungen wie „widernatürliche Unzucht“ oder „Sodomie“.

#### Der Fall Carl von Zastrow

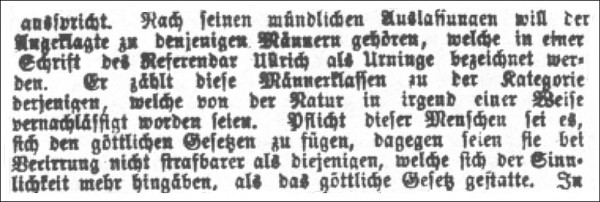
Berichterstattung zum Fall Zastrow, Ausriss aus der Vossischen Zeitung vom 25. Oktober 1869

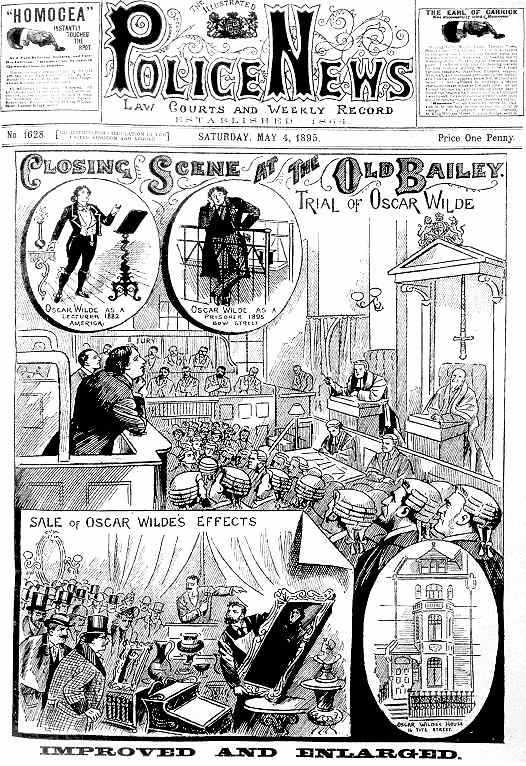
Titelseite zum Prozess gegen Wilde

Eine bemerkenswerte Ausnahme war eine Serie von Verbrechen in Berlin. 1867 wurde dort der 16-jährige Bäckerlehrling Ernst Corny Opfer eines brutalen und aufsehenerregenden Sexualmords. Anfang 1868 wurden gegen den Theologen und Lehrer Eduard Preuß Vorwürfe laut, er habe seine Schüler missbraucht. Als er dann in die USA floh, wurde vermutet, dies wäre mit dem Wissen der Behörden geschehen. Als dann 1869 der fünfjährige Emil Hanke in Friedrichshain gefoltert und vergewaltigt wurde, verhaftete die inzwischen stark unter Druck stehende Polizei den Maler und öffentlich bekennenden Homosexuellen Carl von Zastrow.

Zum Prozess wurden erstmals in einem solchen Fall Pressevertreter zugelassen, Zeitungen aus dem gesamten deutschen Sprachraum berichteten fast täglich über den Verlauf. Ungeachtet zahlreicher Ungereimtheiten und Unklarheiten wurde Zastrow zu fünfzehn Jahren Zuchthaus verurteilt. Bemerkenswert ist die offenherzige Einlassung des Angeklagten, der zwar die Taten, aber nicht seine Homosexualität leugnete und ausführlich erläuternd Stellung dazu nahm. Die Ereignisse wurden ob der dauerhaften, relativ detaillierten und landesweiten Berichterstattung prägend für ein Bild von Homosexuellen als kriminell und triebgesteuert. Es wird angenommen, dass die Vorgänge das parallel laufende Verfahren der Abfassung des späteren § 175 beeinflusst haben. 

#### Der Fall Oscar Wilde
Von großer Bedeutung für die öffentliche Wahrnehmung des Themas wie die Entstehung der Homosexuellenbewegung waren die Prozesse wegen Unzucht gegen den britischen Schriftsteller Oscar Wilde 1895. Der Fall wurde in England zum historischen Markstein der öffentlichen Diskussion um Homosexualität und rückte erstmals die „homosexuelle Frage“ ins Bewusstsein der Öffentlichkeit. Auch in anderen Ländern Europas wurde über den Fall berichtet, besonders in seinem Geburtsland Irland und in Frankreich, wo er sehr bekannt war. In Deutschland, wo Wilde noch fast unbekannt war, war die Berichterstattung deutlich zurückhaltender. Nur wenige Zeitungen berichteten von dem Skandal und wenn, dann meist kurz und eher um sich über den vermeintlichen allgemeinen Verfall der englischen Gesellschaft oder sein Klassen-, Justiz- und Gefängnissystem zu echauffieren, Homosexualität wurde kaum thematisiert.
Trotzdem hatte der Fall Oscar Wilde jedoch in Deutschland wichtige Auswirkungen, da er für zentrale Figuren der kommenden Homosexuellenbewegung zum Auslöser ihrer aktivistischen Arbeit wurde. Magnus Hirschfeld nahm ihn zum Anstoß, sein erstes Buch zu verfassen (Sappho und Sokrates), Max Spohr begann Bücher über Homosexualität zu verlegen und Kurt Hiller und Arthur Kronfeld veröffentlichten erste Texte gegen den § 175. Am bedeutendsten war jedoch die hierdurch angestoßene, zwei Jahre später erfolgte Gründung des Wissenschaftlich-humanitären Komitees.

## Beginn der organisierten Homosexuellenbewegung – 1896–1918
Mit der Gründung der Zeitschrift Der Eigene durch Adolf Brand 1896 und des Wissenschaftlich-humanitären Komitees (WhK) 1897 begann erstmals eine organisierte Emanzipationsbewegung für Homosexuelle ihre Arbeit. Sowohl das WhK als auch die Maskulinisten um Brand wandten sich in ihren Veröffentlichungen und Aktivitäten mehrheitlich noch an spezielle Gruppen, in der Regel Wissenschaftler oder Bildungsbürger, für die große Menge der Homosexuellen gab es anfangs nur wenig Angebote.

### Hirschfeld und das WhK

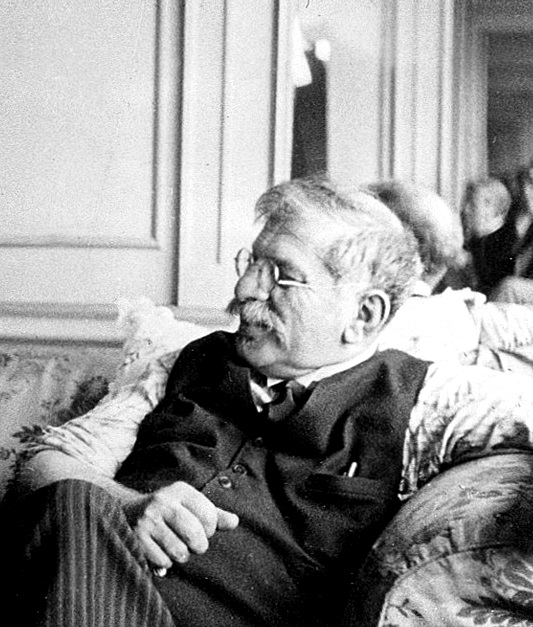
Magnus Hirschfeld 1929

Magnus Hirschfelds Arbeit basierte, wie üblich für diese Zeit, auf einem biologistischen Ansatz. Seinem Verständnis der Homosexualität als einer angeborenen Veranlagung lag die Idee zugrunde, dass sich biologisch männliche und weibliche Faktoren in Homosexuellen mischen. Diese Idee hatte bereits Ulrichs vertreten und auch der um die Jahrhundertwende ausgesprochen populäre Philosoph Otto Weininger postulierte in Geschlecht und Charakter eine entsprechende Theorie. Nicht nur Hirschfeld (der sie durch endokrinologische und genetische Forschungen zu belegen suchte) und zahlreiche andere Mediziner folgten als Wissenschaftler dieser These, sie wurde auch wesentliche Grundlage des homosexuellen Aktivismus. Dessen Ziel wurde es, durch den Nachweis des Angeborenseins und so der Natürlichkeit der Homosexualität das Strafrecht für unanwendbar zu erklären.
Am 15. Mai 1897 nahm mit der Gründung des Wissenschaftlich-humanitären Komitees (WhK) durch Hirschfeld, Max Spohr, Eduard Oberg und Franz Joseph von Bülow erstmals eine Organisation für die homosexuelle Emanzipationsbewegung ihre Arbeit auf, 1907 hatte es nach eigenen Angaben bereits 500 Mitglieder. Hirschfeld ging es darum, aus wissenschaftlich fundierter Perspektive heraus die gesellschaftliche Anerkennung aller Homosexuellen zu erreichen, zentrales Ziel war die Abschaffung des § 175. Das WhK verfolgte dazu drei Aufgaben, nämlich die Gründung einer eigenen Zeitschrift, den Vertrieb von Aufklärungsschriften für die breite Masse und die Einreichung einer Petition zur Streichung des § 175 RStGB. Dies gelang weitgehend, seit 1899 erschien mit dem Jahrbuch für sexuelle Zwischenstufen eine regelmäßige Publikation und 1901 veröffentlichte WhK-Mitgründer Magnus Hirschfeld mit Was muss das Volk vom Dritten Geschlecht wissen!, eine erste populärwissenschaftliche Aufklärungsschrift für die breite Masse, die bereits Anfang 1903 eine Auflage von 18.000 und insgesamt von über 50.000 Stück erreichte. Regelmäßig organisierte das WhK Vorträge in ganz Deutschland und es gründeten sich lokale oder regionale Subkomitees des WhK, so zum Beispiel in Hamburg, Hannover, Leipzig, München, Frankfurt, Wien oder an der Ruhr. Sie waren allerdings in der Regel von Einzelpersonen getragen und daher sehr unterschiedlich aktiv.
Auch die umfangreichste Aufgabe des WhK, die Einreichung einer Petition gegen den § 175, gestaltete sich anfangs vielversprechend. Erstunterzeichner waren August Bebel, Richard von Krafft-Ebing, Ernst von Wildenbruch und Franz von Liszt, ihr Renommee führte über fünf Einreichungen zwischen 1897 und 1907 zu mehreren Tausend weiteren Unterzeichnern und öffentlichen Aussprachen zum Thema im Reichstag.

### Die Maskulinisten

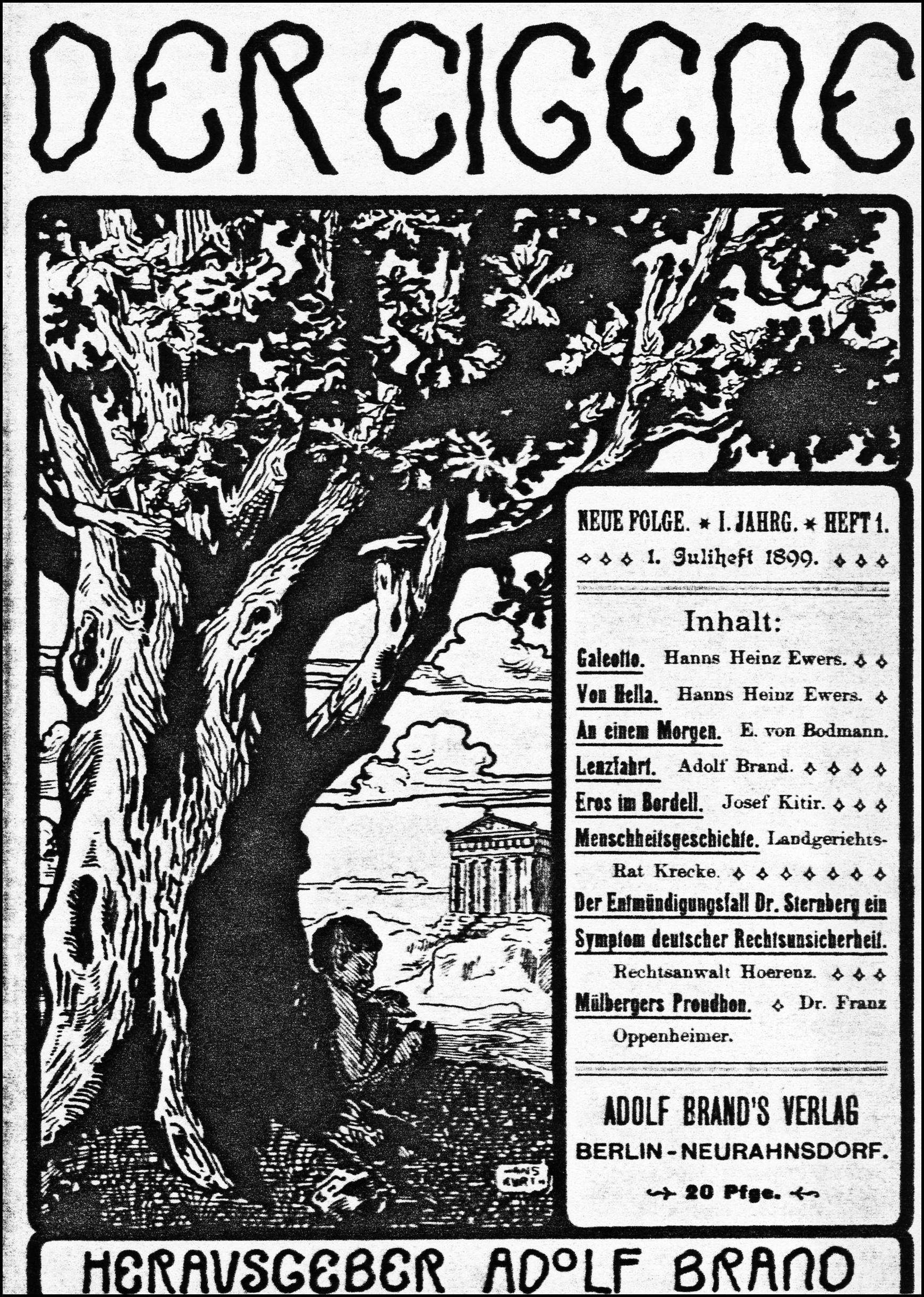
Der Eigene, Ausgabe von 1899

Mit der Gründung der Zeitschrift Der Eigene 1896 durch Adolf Brand wurde der erste Schritt zur Entstehung der ersten Homosexuellenbewegung getan. Die Zeitschrift begann unspektakulär als individualanarchistisch ausgerichtete Kulturzeitschrift, wandelte sich aber rasch zur ersten Homosexuellenzeitschrift der Welt. Sie erschien unregelmäßig bis 1931, behielt dabei stets eine elitäre und ästhetizistische Haltung bei und war in den kommenden Jahrzehnten das Zentrum der männerbündischen Maskulinisten.
Die Maskulinisten bestritten Hirschfelds These vom weiblichen Mann als Basis der Homosexualität und vertraten eine ästhetizistische Vorstellung der Homosexualität als der höchsten und reinsten Form (männlichen) Liebens überhaupt. Frauen, egal ob homo- oder heterosexuell, galten in diesem Konzept dem Mann als nicht ebenbürtig. Dabei griffen sie idealisiert auf das antike Vorbild des pädagogischen Eros zurück. Ihre männerbündische Vorstellung stand dabei heteronormativen Lebensentwürfen nicht im Wege, sondern vertrug sich auch als Ergänzung zur Heterosexualität der Ehe.
Einflussreich unter den Maskulinisten war neben Brand zu Beginn vor allem Benedict Friedlaender. Als sich nach anfänglicher Zusammenarbeit zunehmend weltanschauliche Differenzen mit dem Flügel um Hirschfeld auftaten, lösten sich beide Seiten voneinander und es entstanden maskulinistische Konkurrenzangebote zu Hirschfelds WhK. Schon 1903 war die Gemeinschaft der Eigenen gegründet worden, 1906 brach Friedlaender ganz mit dem WhK und gründete die Sezession des Wissenschaftlich-humanitären Komitees, welche später in Bund für männliche Kultur umbenannt wurde, Friedlaenders Freitod 1908 aber nicht lange überlebte. Insgesamt gelang es den Maskulinisten nicht, zeitgenössisch einen vergleichbaren Einfluss wie Hirschfeld oder später der Bund für Menschenrecht und der Deutsche Freundschaftsverband auszuüben. Zeitschriften aus diesem Kreis erschienen ausgesprochen unregelmäßig und über lange Jahre auch gar nicht, die Organisationen blieben erheblich kleiner als alle anderen vergleichbaren.
Die breiteste Rezeption fanden maskulinistische Ideen durch das Werk von Hans Blüher, der sie ab 1912 ausgehend von der Wandervogel-Bewegung zu einer Gesellschaftstheorie des Männerbundes ausbaute. Blüher verstand Sexualität als Kern der Gesellschaft und, anknüpfend an Gustav Jäger und Friedländer, den mann-männlichen Eros als grundlegend für die Bildung eines Staates sowie für Schöpfungskraft und Intellektualität, Fähigkeiten, an denen es Frauen mangele. Blühers Theorien, die er sukzessive unter Einschluss psychoanalytischer, antisemitischer, nationalistischer und konservativer Positionen ausbaute, wurden in den 1910er bis 1920er Jahren in medizinischen, kulturellen und politischen Kreisen breit diskutiert. Sein Frühwerk fand begeisterten Zuspruch nicht nur in der Wandervogel- sowie der Homosexuellenbewegung, sondern unter anderem bei Sigmund Freud, Thomas Mann, Kurt Hiller und Rainer Maria Rilke, spätere Arbeiten wurden vor allem in der Konservativen Revolution rezipiert.

### Lesbische Pionierinnen
Die Diskurse der Homosexuellenbewegung waren anfangs völlig von Männern dominiert und kreisten vor allem um die mann-männliche Liebe. Stimmen gleichgeschlechtlich liebender Frauen finden sich in der Frühzeit der Homosexuellenbewegung nur vereinzelt und nicht untereinander als eigenständiger Teil der Bewegung vernetzt. Dieser qualitative Schritt erfolgte erst in der Weimarer Republik.

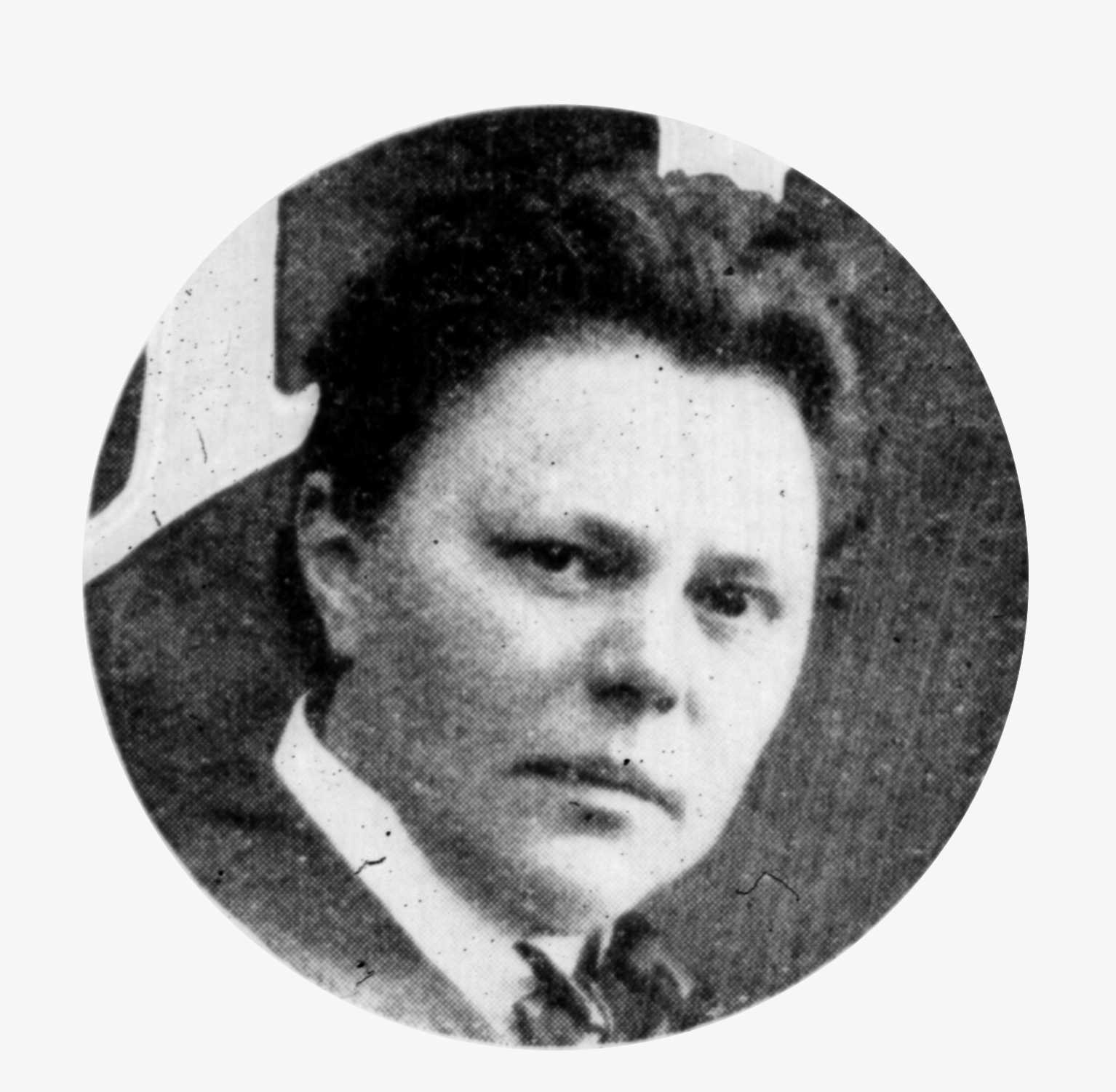
Johanna Elberskirchen um 1905

Als frühe Pionierin gilt Emma Trosse, die 1895 ihr Buch Der Konträrsexualismus in Bezug auf Ehe und Frauenfrage veröffentlichte. Als erste Frau publizierte sie über Homosexualität, verband sexualreformerische Positionen zur Homosexualität mit frauenrechtlerischen Erörterungen und definierte zugleich erstmals Asexualität als eigenständige sexuelle Präferenz, die sie dem „Dritten Geschlecht“ zuordnete. Sie knüpfte in ihren Büchern explizit an Karl Heinrich Ulrichs an. 1897 folgten die Titel Ein Weib? Psychologisch-biographische Studie über eine Konträrsexuelle und Ist 'freie Liebe' Sittenlosigkeit?. Ihre Bücher wurden in Teilen Europas, auch im Deutschen Reich, bereits wenige Jahre nach Erscheinen verboten. Trosse zog sich aus der Thematik zurück, heiratete bald und arbeitete mit ihrem Mann zusammen als Medizinerin.
Am 9. Oktober 1904 hielt die Frauenrechtlerin Anna Rüling im Berliner Prinz-Albrecht-Hotel bei einer Tagung des Wissenschaftlich-humanitären Komitees die weltweit erste politische Rede, die Probleme lesbischer Frauen thematisierte und suchte zugleich mit ihr eine Brücke zur relativ starken Frauenbewegung zu schlagen. Die Rede wurde anschließend unter dem Titel Homosexualität und die Frauenbewegung im Jahrbuchs für sexuelle Zwischenstufen veröffentlicht. Am 27. Oktober 1904 wiederholte sie die Rede beim Bund für Menschenrechte in Berlin, trat danach aber nur noch einmal, 1906, in Erscheinung mit der Veröffentlichung eines Novellenbandes über Homosexualität. Später arbeitete sie als Journalistin für Zeitungen und engagierte sich in nationalistischen und kolonialistischen Frauenvereinigungen.
1896 begann Johanna Elberskirchen ihre publizistische Tätigkeit, anfangs noch pseudonym. Die Sozialdemokratin, Sexualreformerin und Frauenrechtlerin trat 1904 mit ihrer ersten Veröffentlichung zum Thema Homosexualität hervor, 1914 wurde sie in das Obmannsgremium des Wissenschaftlich-humanitären Komitees berufen, in den zwanziger Jahren nahm sie für die Weltliga für Sexualreform an Kongressen in Kopenhagen, London und 1930 in Wien teil. Bereits zeitgenössisch wurden einige ihrer Texte in andere Sprachen übersetzt. Elberskirchen verknüpfte ihr Engagement in der Homosexuellenbewegung auch eng mit zeitgenössischen feministischen Perspektiven. Daneben widersprach in ihren Arbeiten der in der Homosexuellenbewegung weit verbreiteten These, dass Homosexualität bedingt sei durch starke männliche Anteile bei einer Frau oder umgekehrt, homosexuelles Begehren basierte in ihren Augen nicht auf einer Polarität von männlich und weiblich. Mit diesem damals ungewöhnlichen Ansatz zur Überwindung differentialistischer Argumentationen nahm sie moderne Positionen vorweg.

Toni Schwabe um 1910

Seit 1910 als eine von zwei Frauen Mitglied im Obmannsgremium des WhK war die Schriftstellerin Toni Schwabe. In ihrem Frühwerk thematisierte sie lesbisches Leben und Lieben und beteiligte sich ab 1916 auch als Verlegerin auf Seiten der zeitgenössischen Frauenbewegung, mit deren führenden Protagonistinnen sie eng vernetzt war. Schwabe war ebenfalls verbunden mit zahlreichen lesbischen Künstlerinnen der Jahrhundertwende wie Sophia Goudstikker, Sophie Hoechstetter, Frieda von Bülow und Elsa von Bonin. Sie hatte um 1910 eine Tagung unter Beteiligung von Magnus Hirschfeld initiiert, führte ihr Engagement im WhK aber nicht lange fort.
Kurz nach der Jahrhundertwende lassen sich in Berlin auch die ersten Vereinigungen lesbischer Frauen nachweisen. Sie dienten vornehmlich der Begegnung, dem Austausch und dem Kennenlernen, mussten aber im Verborgenen agieren. Besonders langlebig war der von 1905 bis 1933 aktive Damenkegelklub Goldene Kugel. Die 1908 gegründete Neue Damengemeinschaft hingegen wurde 1909 Gegenstand einer skandalisierenden Zeitungsberichterstattung, gegen die die Betroffenen sich ungewöhnlicherweise durch eine Klage zur Wehr setzten. Den Prozess allerdings verloren sie.

### Zeitgenössische Rezeption
Während im 19. Jahrhundert Homosexualität noch weitgehend ein mediales Tabu gewesen war, führte ab 1902 eine Folge von Skandalfällen erstmals zu einer breiten Wahrnehmung des Themas. Sie führten zu detaillierter Berichterstattung, die sich in manchen Fällen über Jahre hinzog, initiierten Gespräche im Alltag und zwangen Politik und Medien gleichermaßen zu Positionierungen. Während die bereits länger laufenden medizinischen, juristischen und künstlerisch-philosophischen Debatten im Wesentlichen in bildungsbürgerlichen Kreisen stattfanden, wirkten diese Skandale prägend auf gesamtgesellschaftliche Vorstellungen von Homosexualität und verhandelten zugleich die Frage der Formen und Grenzen gesellschaftlicher Toleranz. Aufgrund ihrer Protagonisten wurde sie in der damaligen Klassengesellschaft zusätzlich unter dem Blickwinkel einer „Dekadenz der Oberschicht“ wahrgenommen.
Unter allen Fällen gelten insbesondere der Skandal um Friedrich Alfred Krupp 1902 und die Harden-Eulenburg-Affäre 1907 als historische Marksteine und letzterer als Durchbruchsmoment des Themas in der deutschen Öffentlichkeit.

#### Der Skandal um Friedrich Alfred Krupp

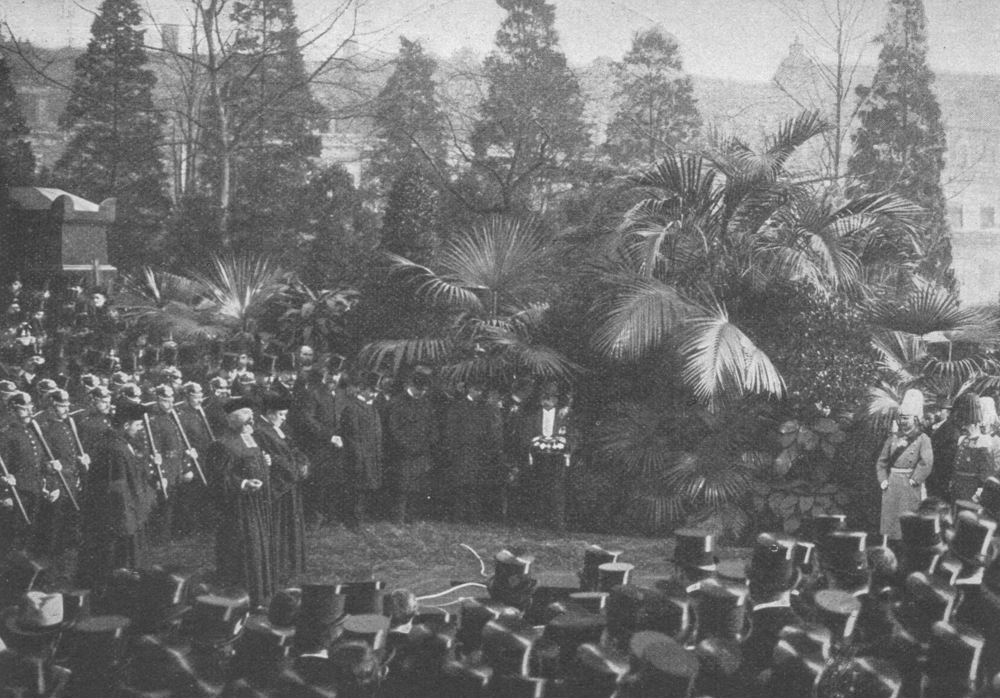
Beerdigung von Friedrich Alfred Krupp, 1902

1902 erregte der Fall um den Industriellen Friedrich Alfred Krupp großes Aufsehen. Krupp hielt sich regelmäßig in Capri auf und ging dort mit jungen Männern seiner homosexuellen Neigung nach. Zwar war Homosexualität in Italien straflos, nachdem Zeitungen dort jedoch moralische Vorwürfe gegen ihn erhoben, verließ er das Land. Krupp versuchte, erste Folgeberichte in kleinen Zeitschriften Deutschlands durch seine Verbindungen zu verhindern. Als Kurt Eisner dann aber im sozialdemokratischen Vorwärts eine öffentlichkeitswirksame Berichterstattung aufnahm, beging er am 22. November 1902 vermutlich Selbstmord. Mit seinem Tod begann eine intensive, durchaus mitleidsvolle Veröffentlichungstätigkeit, in deren Zuge in der liberalen Presse nicht nur Krupp als Person, sondern auch verschiedene Positionen zur Homosexualität verhandelt wurden. Die Debatte bildete hierbei den wissenschaftlichen Diskurs und seine verschiedenen Erklärungen von natürlicher Veranlagung, krankhafter Degeneration und Verführung getreu ab, platzierte Magnus Hirschfeld als Experten und festigte innerhalb der politischen Linken die Solidarität mit den Anliegen des WhK.
Nach dem medialen Abklingen des Falls Krupp gab es immer wieder weitere prominente Fälle, so z. B. um den Geistlichen Georg Dasbach und den Kaufhausbesitzer Hermann Israel 1904, den Juristen und hohen Beamten Paul Ackermann 1905, den Zentrumsabgeordneten Maximilian Josef Pfeiffer 1907 oder den Mordfall Friedrich Ferdinand Mattonet 1909/10. In all diesen Fällen standen im Hintergrund Erpressungen der Betroffenen durch Dritte. Diese und ähnliche Fälle festigten das öffentliche Bild einer diskursiven Einheit aus Homosexualität, dem § 175 und dem Erpressungswesen und verstärkten so den im Krupp-Fall etablierten Blick auf Homosexuelle als Opfer der Verhältnisse.

#### Die Harden-Eulenburg-Affäre

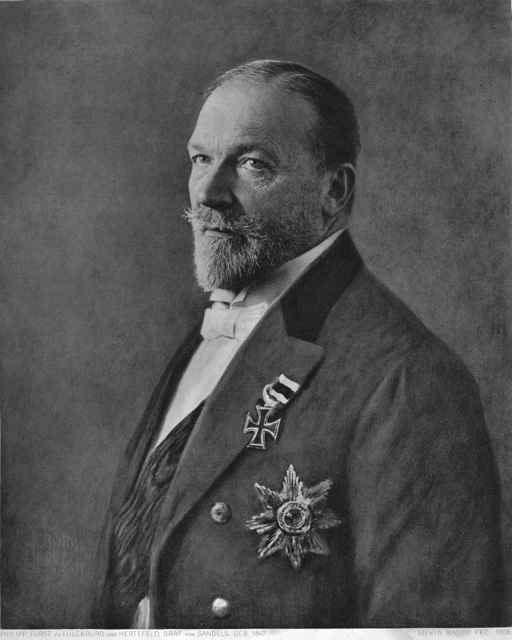
Philipp zu Eulenburg, 1906

Die Harden-Eulenburg-Affäre, die sich zum größten Skandal des Kaiserreichs auswachsen sollte, begann im April 1907. Der sozialdemokratische Journalist Maximilian Harden schrieb in einem Artikel mit der Überschrift „Wilhelm der Friedliche“, dass der Einfluss eines homosexuellen Zirkels um den Kaiser zu einer unentschlossenen, quasi „verweichlichten“ Außenpolitik geführt habe. Anfangs nur andeutend, eskalierte er die Berichterstattung zunehmend durch konkrete Vorwürfe der Homosexualität als deren Grund. Im Zentrum der Affäre stand Philipp zu Eulenburg, ein enger Vertrauter des Kaisers, sowie weitere Militärs und Politiker wie Kuno von Moltke, Wilhelm von Hohenau, Johann von Lynar und Bernhard von Bülow. Sie waren ebenso wie zahlreiche weitere Personen aus dem Umfeld des Kaisers Teil des sogenannten Liebenberger Kreises, der nicht nur politisch einflussreich, sondern auch stark homoerotisch ausgerichtet war. Über zwei Jahre, bis zum April 1909, zog sich die sogenannte Harden-Eulenburg-Affäre mit zahlreichen Gerichtsverfahren, politischen Rücktritten und Entlassungen. Stets im Zentrum war das Thema Homosexualität, das durch die intensive Berichterstattung der Zeitungen permanent präsent war. Involviert waren auch zwei prominente Vertreter der Homosexuellenbewegung: Adolf Brand provozierte mittels eines Flugblattes, das die Homosexualität des Reichskanzlers Bernhard von Bülow behauptete, einen Prozess. In dessen Zuge wählte er bewusst die These der Normalität der Homosexualität, die eine Ehrverletzung unmöglich mache, als Verteidigungsstrategie, verlor den Prozess jedoch. Magnus Hirschfeld sagte mehrfach als Gutachter vor Gericht über die Homosexualität Eulenburgs aus, seine Auftritte, in denen er teils wechselnde Standpunkte vertrat, stießen aber innerhalb- wie außerhalb der Bewegung auf breite Ablehnung und beschädigten seinen persönlichen Ruf und den des WhK letztlich schwer.
Wenngleich insbesondere über die mediale Dauerpräsenz der Harden-Eulenburg-Affäre die breite Öffentlichkeit erstmals mit dem Thema Homosexualität sowie der Homosexuellenbewegung und ihren Protagonisten vertraut wurde, schadeten die Ereignisse den Zielen der Bewegung letztlich. Die Präsenz und Aufklärung zum Thema führte nicht zu mehr Toleranz, sondern einem „partei-, klassen-, konfessions- und milieuübergreifenden common sense der Homophobie“. Homosexualität galt jetzt als nationale Gefahr und während bis dahin selbst einige gemäßigt-konservative Politiker, Wissenschaftler und Medien sich der Bewegung gegenüber wohlwollend und offen gezeigt hatten, schlug die gesteigerte Aufmerksamkeit für das Thema im Zuge einer durch die Skandale ausgelösten konservativen Gegenwehr ins Gegenteil um. Die noch kurz zuvor aussichtsreichen Einreichungen zur Streichung des § 175 scheiterten, es wurden Verschärfungen des § 175 diskutiert, die Anzahl der Verurteilungen stieg und die bisherige Unterstützung durch liberale Kräfte fiel von nun an deutlich zurückhaltender aus. Auch kam es zu staatlichen Repressionen wie z. B. dem Verbot der beliebten homosexuellen Bälle in Berlin.

## „Die Amüsiererei“ – Homosexualität von 1919 bis 1933
Mit dem Ende des Kaiserreichs und der deutlich liberaler angelegten Weimarer Republik ergaben sich ab 1919 insbesondere in der Hauptstadt Berlin Spielräume, die sowohl ein reges homosexuelles Kultur- und Sozialleben wie auch die Entstehung einiger großer Organisationen ermöglichten, die die Interessen von homosexuellen Frauen und Männern sowie „Transvestiten“ wahrnahmen. Mit zunehmender Organisiertheit strahlte die Homosexuellenbewegung von Berlin aus in den gesamten deutschsprachigen Raum aus, in vielen deutschen Großstädten sowie in Österreich und der deutschsprachigen Schweiz gründeten sich Ableger oder eigenständige Organisationen.

### Gesellschaftsleben

Das Kleist-Kasino um die Zeit seiner erstmaligen Schließung, ca. 1933

Berühmt als Teil der „Goldenen Zwanziger“ wurden die zahllosen homosexuellen Lokale oder Dielen Berlins. Schwerpunkte dieser homosexuellen Subkultur waren insbesondere der Nollendorfkiez, Kreuzberg nordöstlich vom Halleschen Tor sowie die Nachbarschaft des Alexanderplatzes. Hier entstanden Lokale als Treffpunkte, die vielfach auch Heterosexuellen zugänglich waren und rasch auch Prominente anlockten. Viele dieser Lokale waren kurzlebig, besonders bekannte Lokale waren der Nationalhof, das Monbijou des Westens, der Toppkeller, das Dorian Gray, die Hohenzollerndiele, das bis 2002 existierende Kleist-Kasino und vor allem das legendäre Eldorado.
Trotz ihrer wichtigen sozialen Funktion waren Klubleben, Tanz und Lokale in der Bewegung durchaus umstritten und führten in ihr zu Konflikten. Viele der in Verbänden wie dem Bund für Menschenrecht organisierten Homosexuellen suchten zum Zweck der Erreichung gesellschaftspolitischer Ziele wie der Abschaffung des § 175 ein „tugendhaftes“ und an bürgerlichen Werten orientiertes Bild der Homosexualität zu zeichnen. Die Lokale, Veranstaltungen und Klubs hingegen unterliefen mit ihrer permissiven Atmosphäre diese Strategie. 1949 verwandte Kurt Hiller das Kleist-Kasino als Synonym für die „Amüsiererei“: „Ich bin von der Kleistcasinosache mit humanitärer Lebensgestaltung, Tanz und Bar alles andere als entzückt […] Bewegung und Amüsiererei müssen, im Interesse der Bewegung, aufs rigoroseste auseinandergehalten werden.“

### Die großen Verbände
Parallel entstanden erstmals Veröffentlichungen von homosexuellen Zeitschriften. Im August 1919 erschien die Zeitschrift Die Freundschaft mit einer Auflage von 20.000 Exemplaren. Sie war zu dieser Zeit nicht nur die einzige Zeitschrift für ein homosexuelles Publikum (Der Eigene war ebenso wie die Jahrbücher des WhK seit langem nicht mehr erschienen), sondern auch die erste homosexuelle Zeitschrift, die sich an ein Massenpublikum wandte. Ihr Erfolg war enorm: Aus ihrem Leserkreis gründeten sich in den Jahren 1919 und 1920 in zahlreichen deutschen Städten Freundschaftsbünde, z. B. in Breslau, Leipzig, Hamburg, Frankfurt am Main, Dresden, Düsseldorf, Hannover, Stuttgart und gleich mehrere in Berlin. Das Wissenschaftlich-humanitäre Komitee lud im August 1920 diese Bünde nach Berlin, wo sie sich unter dem Namen Deutscher Freundschaftsverband (DFV) als Dachverband zusammenschlossen. Damit gab es erstmals eine reichsweite Organisation, die breite Schichten der Homosexuellen erreichte.
Nach internen Konflikten nannte sich der DFV 1923 unter dem neuen ersten Vorsitzenden Friedrich Radszuweit in Bund für Menschenrecht (BfM) um. Aus den Reihen Unzufriedener und Ausgeschlossener wurde dann im März 1925 in Berlin der Deutsche Freundschaftsverband neu gegründet. Die beiden Organisationen beherrschten insbesondere in Gestalt der ihnen angeschlossenen Verlage, die zahlreiche Zeitschriften für sexuelle Minderheiten veröffentlichten, neben dem WhK in den 1920er und frühen 1930er Jahren die Diskurse der ersten Homosexuellenbewegung in Deutschland. Über die Zeitschriften konnten sich Menschen über Homosexualität informieren, an Diskussionen teilnehmen und über Anzeigen Kontakte finden. Auf den regelmäßigen Veranstaltungen konnten sich homo- und transsexuelle Frauen und Männer begegnen und waren zur bewegungspolitischen Mitarbeit in den zahlreichen Untergruppen der Verbände eingeladen.
BfM und DFV gelang es in den 1920er Jahren, das bisher eher akademische Thema Homosexualität in die Breite zu tragen und zugleich einen unabhängigen Diskurs homosexueller Männer und Frauen untereinander zu initiieren. Während 1922 der (noch ungespaltene) DFV seine Mitgliederzahl mit 2.000 angab, davon 400 in Berlin, wuchs diese Zahl rasch: für das Jahr 1924 gab der BfM als größter Verband bereits 12.000 Mitglieder an, für 1925 23.000, 1927 31.000 und 1929 schließlich 48.000. Zwar wird vermutet, dass diese Zahlen geschönt waren, sie korrelieren aber mit der Auflagenhöhe der angeschlossenen Zeitschriften, die für große Titel rund um 50.000 Stück betragen konnten.
Auch geographisch konnten die Verbände weitreichender arbeiten und trugen so in der Provinz dazu bei, dass homosexuelle Frauen und Männer sich erstmals organisiert zusammenfanden. In einigen Städten des deutschsprachigen Raums gründeten sich lokale Gruppen, insbesondere in größeren Städten konnten so langfristig Angebote zu aktivistischer Arbeit und zum Kennenlernen etabliert werden. Von besonderer Bedeutung war Hamburg, das als einzige deutsche Stadt neben Berlin eine vielfältige, diversifizierte Bewegung neben gesellschaftlichen und kulturellen Angeboten zugleich anbot und eigene Zeitschriften hervorbrachte (z. B. Die Sonne). In Mittel- und Kleinstädten blieben solche Bemühungen hingegen unbeständig und die Kreise kleiner (siehe beispielsweise Homosexuellenbewegung in Breslau). Meist waren dortige Ortsgruppen für „Freunde, Freundinnen und Transvestiten“ gleichermaßen gedacht, seltener blieben Angebote für Teilgruppen der Homosexuellenbewegung. So lassen sich z. B. Gruppen speziell für homosexuelle Frauen abseits großer Städte nur in Bielefeld, Chemnitz, Dresden, Kassel, Mannheim, Weimar und Zwickau nachweisen.

### Ausdifferenzierung der Bewegung

Erstausgabe der Freundin, 1924

Die Homosexuellenbewegung war seit ihrem Entstehen dominiert durch das Thema mann-männlicher Liebe. Durch neue Freiheiten der Weimarer Republik und die Entstehung starker und tragfähiger Infrastrukturen entstanden jedoch zunehmend Räume, die auch anderen sexuellen Minderheiten Gelegenheit zu eigenständiger Entfaltung boten. Eine erste solche Entwicklung gelang gleichgeschlechtlich liebenden Frauen, später eingeschränkt auch Transpersonen (zeitgenössisch „Transvestiten“).

#### Die erste Lesbenbewegung
In der Homosexuellenbewegung hatte es zwar immer wieder Wortmeldungen lesbischer Frauen gegeben, eine Formulierung eigenständiger Interessen und Positionen. Eine eigene Bewegung und die Schaffung eigener Infrastrukturen erfolgte aber erst in den 1920er Jahren. Wichtig dafür waren die verbesserten sozialen und rechtlichen Veränderungen der Weimarer Republik, in der sich unverheiratete Frauen ein selbstständiges Leben aufbauen, eigenständig entscheiden und berufstätig sein konnten, anders als zuvor im Kaiserreich. Das bot auch gleichgeschlechtlich liebenden Frauen neue Perspektiven.
Spätestens ab Mitte der 1920er Jahre begannen lesbische Frauen, gestärkt durch Vorbilder wie die bisherige Homosexuellenbewegung und die zeitgenössische Frauenbewegung, ihre Interessen eigenständig zu formulieren. 1924 gründete der Präsident des Bunds für Menschenrecht und Verleger Friedrich Radszuweit Die Freundin, die weltweit erste Zeitschrift für lesbische Frauen, gefolgt 1926 von der Frauenliebe, einer Konkurrenzzeitschrift des Verlegers Carl Bergmann. Beide hatten einen hohen Anteil von Texten aus der Leserinnenschaft und ermöglichten so einen eigenen Diskurs.

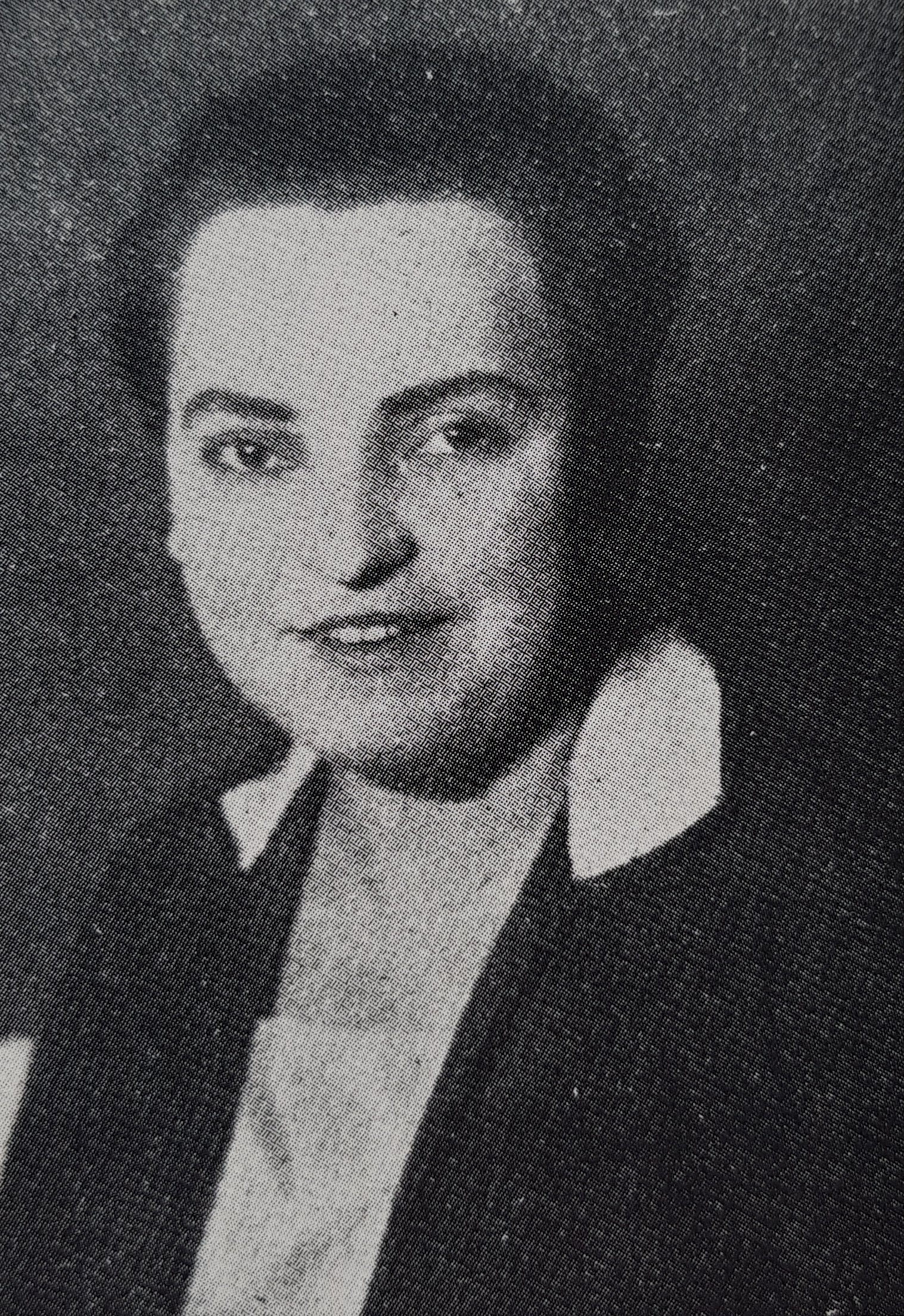
Selli Engler, 1929

Ebenfalls 1926 folgte mit der von Selli Engler herausgegebenen kurzlebigen Zeitschrift Die BIF die erste lesbische Zeitschrift, die ganz in den Händen einer Frau lag. Engler betätigte sich in den folgenden Jahren vielseitig als lesbische Aktivistin, organisierte Veranstaltungen, schrieb literarische und aktivistische Texte und engagierte sich für den DFV bzw. später für den BfM. Sie folgte dabei dem Vorbild von Lotte Hahm, die ebenfalls seit 1926 mit großem Erfolg als Veranstalterin an der Errichtung sozialer Infrastrukturen für lesbische Frauen arbeitete. Viele andere Frauen begannen in dieser Zeit ebenfalls ein Engagement in der sich rasch entwickelnden Szene, so als Publizistinnen Aenne Weber, Käthe André-Karen, Elsbeth Killmer oder Ruth Margarete Roellig, als Veranstalterinnen besonders Charly, Käthe Reinhardt und viele andere. Parallel blühte eine Subkultur von Lokalen, die sich vornehmlich an ein lesbisches Publikum wandten, wie der Toppkeller, das Dorian Gray, die Taverne, das Mali und Igel oder die Hohenzollern-Diele sowie dutzende weitere, teils kurzlebige Lokale.
Die junge Lesbenbewegung manifestierte sich aber nicht nur in Zeitschriften und Lokalen. Frauen wie Engler, Hahm, Elsbeth Killmer, Aenne Weber oder die nur pseudonym bekannte Charly beteiligten sich auch aktiv in den Organisationen, bis hin zur Etablierung von speziellen Gruppen für lesbische Frauen in BfM und DFV. So gründete Killmer 1927 den (kurzlebigen) Bund für Frauenrecht im BfM. Eine eigene Gruppe wiederum waren die zahlreichen nur Frauen zugänglichen und von den Verbänden oft unabhängigen Klubs. Sie boten unterschiedlichsten Bedürfnissen Raum, ob reiner Unterhaltung, gegenseitigem Kennenlernen oder Diskussionen, einfach oder exklusiv, groß oder klein. Die größten waren der Klub Violetta von Lotte Hahm und der Klub Monbijou von Käthe Reinhardt, die sich 1929 spektakulär zusammenschlossen.
Damit geschah es erstmals, das von gleichgeschlechtlich liebenden Frauen „Gegenentwürfe zur gesellschaftlichen Normalität entwickelt wurden, dass die Frauen, zumindest in den Zeitschriften, gemeinsame Ziele entwickelten, dass zum ersten Mal Bilder, Konzepte und Diskurse, in denen sich frauenliebende Frauen zu Sexualität, Identitäts- und Begehrenskonzepten äußerten, entstanden.“

#### Entstehung einer Transbewegung

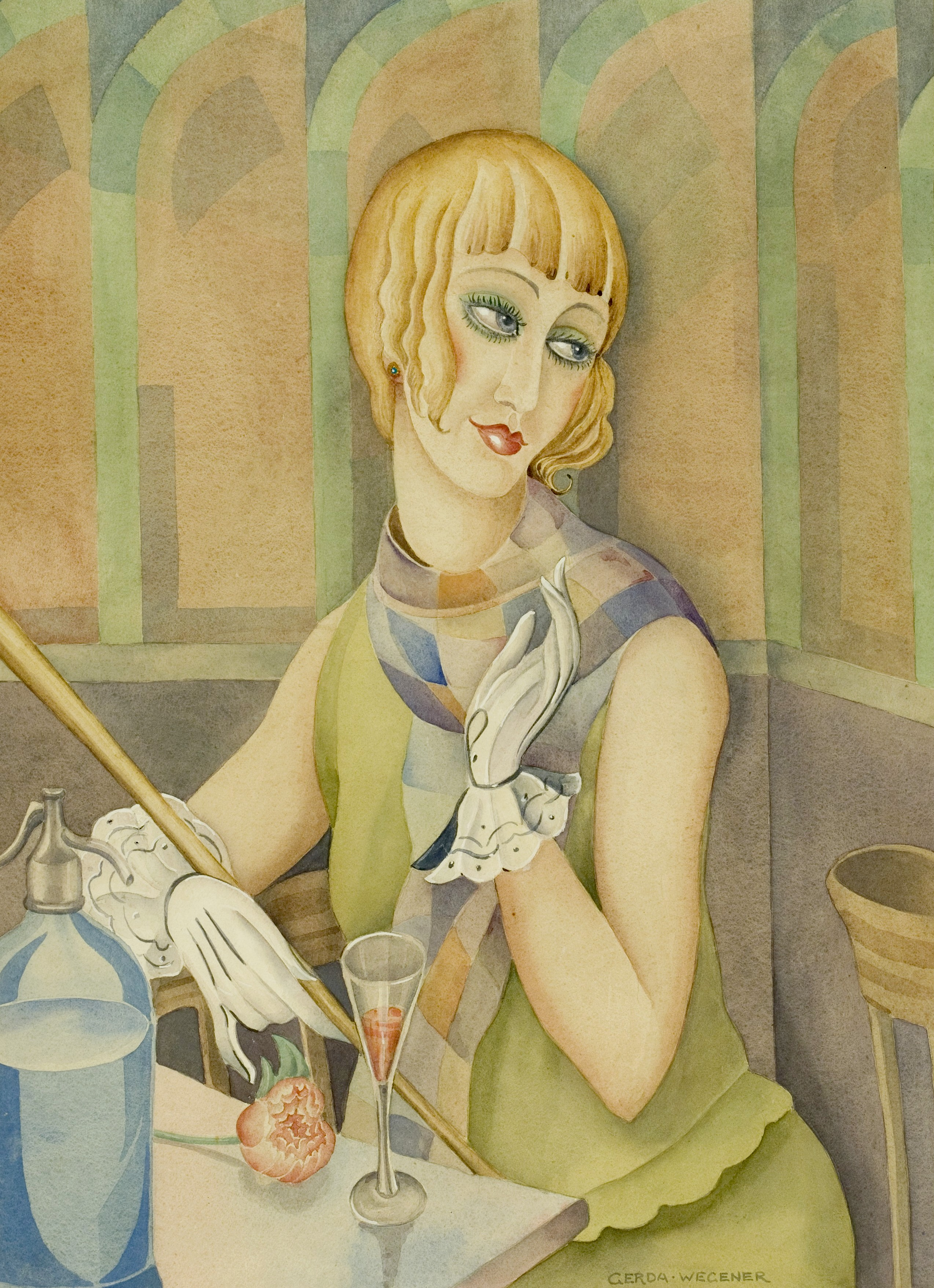
Lili Elbe um 1928, gemalt von Gerda Wegener

Mit der Prägung des Begriffes „Transvestitismus“ 1910 und seiner Theorie der Zwischenstufen hatte Magnus Hirschfeld ein theoretisches Gerüst bereitgestellt, das für Transpersonen erstmals als Voraussetzung zur Formulierung einer eigenen Identität dienen konnte. Damit separierte er erstmals das Crossdressing von der Homosexualität und etablierte die Transvestiten als eigenständige sexuelle Minderheit. Eine detailliertere Unterscheidung zwischen Crossdressing, Transsexualität und Transgeschlechtlichkeit im heutigen Sinn gab es zeitgenössisch noch nicht. Seit Mitte der 1920er Jahre entwickelte sich zunehmend aus der Homosexuellenbewegung auch eine eigene Bewegung von und für (hetero- wie homosexuelle) „Crossdresser“ und „Transpersonen“, zeitgenössisch unter dem Begriff Transvestiten zusammengefasst.
Am Institut für Sexualwissenschaft wurden erste medizinische Eingriffe zur Geschlechtsumwandlung vorgenommen, Transvestitenscheine wurden ausgegeben, mit denen sich Transvestiten gegenüber Behörden legitimieren konnten und Namensänderungen wurden möglich. In Zeitschriften erschienen bereits seit 1924 (in Die Freundin) Artikel, Kolumnen und Beilagen, die sich speziell an diese Zielgruppe richteten und es gab eigene Klubs und Transvestitenabende. Ab 1928 gründeten sich – meist unter dem Dach größerer Organisationen wie dem BfM, dem DFV oder dem Institut für Sexualwissenschaft – Transvestitengruppen, die sich nicht nur der Veranstaltung von Gesellschaftsabenden, sondern auch der Anerkennung von Transvestiten in der Gesellschaft und der Beratung beim Umgang mit Behörden widmeten. Viele dieser Gruppen blieben jedoch klein oder waren kurzlebig, die erste bekannte war die Gruppe Zwei Seelen (wohl in den 1910er Jahren), eine weitere war die 1930 am Institut für Sexualwissenschaft gegründete Vereinigung D’Eon. Im selben Jahr erschien mit der Illustrierten Das 3. Geschlecht auch die erste Zeitschrift für Transvestiten, die sich in fünf Ausgaben bis zu ihrer Einstellung 1932 speziell allen Themen rund um den Transvestitismus widmete. Aktive Personen dieser Bewegung waren Lotte Hahm, Maria Weis und Felix Abraham, bekannt wurde neben Dorchen Richter und Charlotte Charlaque besonders Lili Elbe, die sich von 1930 bis 1932 geschlechtsangleichenden Maßnahmen unterzog und darüber ein in mehrere Sprachen übersetztes Buch schrieb.

## Zerschlagung – Nationalsozialismus und Nachkriegszeit in Deutschland

### Die Homosexuellenbewegung im nationalsozialistischen Deutschland

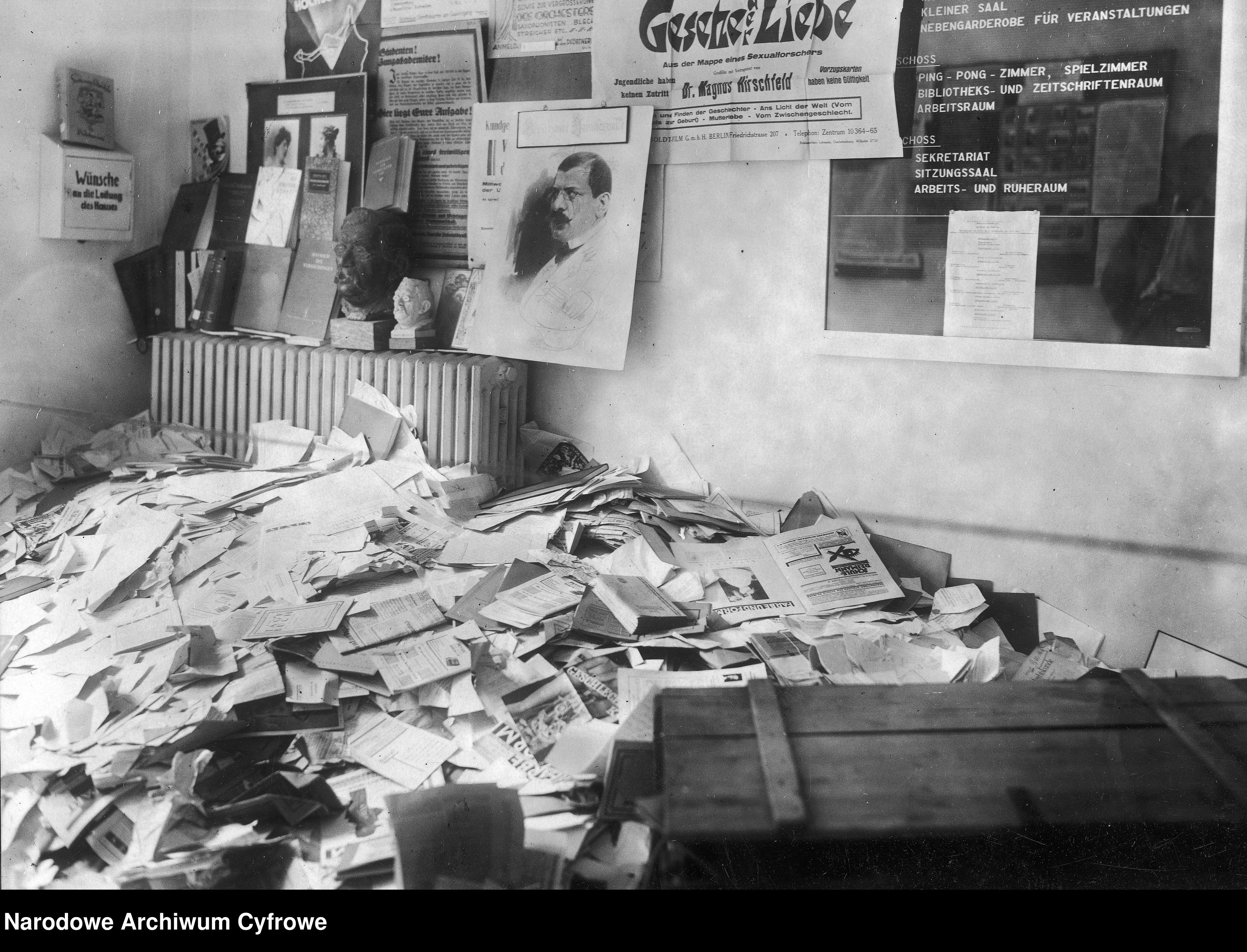
Das Berliner Institut für Sexualwissenschaft nach der Plünderung und Zerstörung durch die Nationalsozialisten im Mai 1933

Mit der Machtergreifung der Nationalsozialisten 1933 wurden die Infrastrukturen der Homosexuellenbewegung zerschlagen. Lokale wurden geschlossen, Zeitschriften verboten und Aktivisten verhaftet. Das homosexuelle Sozialleben kam zum Erliegen oder wurde in den Untergrund verdrängt, Institutionen wie das Institut für Sexualwissenschaft wurden zerstört. Während einige wenige Personen ins Exil gehen konnten, wurden insbesondere männliche Homosexuelle aufgrund des verschärften § 175 verhaftet und – mit dem Rosa Winkel gekennzeichnet – in Konzentrationslager gebracht. Für lesbische Frauen gab es zwar – mangels expliziten gesetzlichen Verbots – keine organisierte Verfolgung, sie wurden aber als Asoziale oder Kriminelle stigmatisiert und erfuhren im Alltag Repressionen. Wem es gelang, der Verfolgung zu entgehen, zog sich häufig in die innere Emigration zurück. Von dieser Zerschlagung konnte sich die Homosexuellenbewegung in Deutschland auch nach dem Ende des Nationalsozialismus nicht mehr erholen.

### Nachfolge? – Homosexualitäten im Deutschland der Nachkriegszeit
In der DDR wirkten anfangs gesellschaftlich noch diskriminierende und homophobe Einstellungen nach, die sich ab den 1960er Jahren aber zunehmend abmilderten. Auch im Strafrecht schlug sich das nieder: der § 175 (später § 151) wurde seit den 1950er Jahren bis zu seiner vollständigen Streichung 1988 immer weiter liberalisiert, so. z. B. 1968 durch die völlige Aufhebung der Strafbarkeit homosexueller Handlungen unter Erwachsenen. In den 1970er und 1980er Jahren entstanden zuerst im kirchlichen Kontext Gruppen der Schwulen- und Lesbenbewegung, die später eingebettet wurden in staatliche Organisationen. Aktivitäten subkultureller Gruppen wurden jedoch oft nicht nur überwacht, sondern in ihrem Wirken behindert.
In der Bundesrepublik gab es Ende der 1940er, Anfang der 1950er Jahre Bemühungen, neue Interessenverbände und Vereine zu gründen. Mit den Frankfurter Homosexuellenprozessen ab 1950 jedoch wandelte sich die relative Zurückhaltung der Behörden hin zur kompromisslosen Verfolgung Homosexueller. Raimund Wolfert resümiert, „(z)wischen 1949 und 1969 ließ der westdeutsche Staat kaum etwas unversucht, um homosexuelle Emanzipationsbestrebungen zu vereiteln“. Die von den Nationalsozialisten verschärften § 175 und § 175a des Strafgesetzbuches bestanden unverändert fort und wurden rigide durchgesetzt. Bis 1969 wurden rund 50.000 Männer wegen „gleichgeschlechtlicher Vergehen“ verurteilt, ab 1952 in zunehmender Zahl und Schärfe. Dabei setzte die BRD nicht nur auf den § 175: so diente ab 1951 das Gesetz zum Schutz der Jugend in der Öffentlichkeit dazu, gegen homosexuelle Treffpunkte vorzugehen. Das Verkehren in entsprechenden Lokalen konnte direkt zu Freiheitsentzug und Berufsverboten führen, mittelbar auch zu Vermögensverlust, sozialem Abstieg und der Diffamierung als Sittlichkeitsverbrecher. Das Gesetz über die Verbreitung jugendgefährdender Schriften bot ab 1953 dem Staat die Handhabe, homophile Zeitschriften zu indizieren und ihre Einstellung zu forcieren, in der verlegerischen „Homophilenhochburg“ Hamburg wurden sie mit Anzeigen und Strafverfahren überzogen. Spätestens als am 10. Mai 1957 das Bundesverfassungsgericht urteilte, dass der § 175 in der Fassung von 1935 kein nationalsozialistisch geprägtes Recht sei und weder gegen das Grundgesetz noch die Europäische Menschenrechtskonvention verstoße, resignierten auch die letzten aktivistischen Kräfte in der Bundesrepublik. Um 1960 hatten sich alle entsprechenden Gruppen aufgelöst.
Die homophile Bewegung, die häufig misogyne Züge hatte, bot darüber hinaus ausschließlich homosexuellen Männern Raum. Andere Gruppen, die in der ersten Homosexuellenbewegung noch selbstverständlich Teil waren, fanden in ihr keinen Platz, lesbische Frauen und Transpersonen mussten noch mehrere Jahrzehnte warten, bis im Nachgang der Schwulen- und Lesbenbewegung sich neue Bewegungen auch für ihre Interessen bildeten. Ilse Kokula schrieb später, dass jener Krieg, der für lesbische Frauen schon 1933 begonnen habe, „bis etwa 1970 dauerte und erst endete, als Frauen und Homosexuelle begannen, für ihre Rechte einzutreten“.

## Entwicklungen außerhalb Deutschlands
Immer wieder versuchten Aktivisten außerhalb Deutschlands an das Vorbild der deutschen Emanzipationsbewegung anzuknüpfen, ob durch die Gründung von Organisationen oder die Herausgabe von Zeitschriften. Meist waren diese Anläufe nur kurzlebig, entsprechende Versuche in Ländern mit deutlich weniger liberaler Gesetzgebung wie Österreich, Großbritannien oder den USA stießen auf massive Widerstände der Behörden, bis hin zur raschen Zerstörung von Strukturen. In anderen Ländern hingegen blieb Homosexualität zwar mangels Kriminalisierung als solche unverfolgt, ein Engagement gegen die gesellschaftliche Stigmatisierung wurde aber in anderer Weise kriminalisiert oder gesellschaftlich geächtet.
Beispiele dafür waren die Entwicklung in Ländern in weiten Teilen Skandinaviens oder der Schweiz. Rechtliche Liberalisierungen erfolgten hier nicht durch Druck einer Bewegung, sondern im Zuge allgemeiner Strafrechtsreformen, in denen Paragrafen, die Homosexualität kriminalisierten, mit juristisch-medizinischer Begründung entfielen – die gesellschaftliche Ächtung blieb aber in der Regel erhalten. In Skandinavien war, wie auch in anderen noch teils vormodernen Gesellschaften, eine Diskussion um Homosexualität kaum eröffnet, nur wenige moderne Gesellschaften boten Bedingungen, die zu einer Entstehung von Initiativen außerhalb Deutschlands führten.

### Pionierarbeiten – 1897 bis 1925

#### Großbritannien

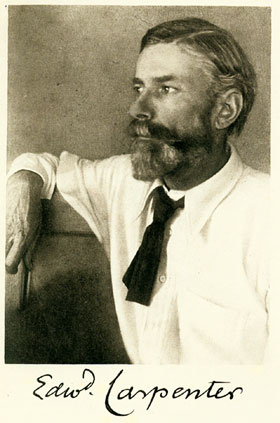
Edward Carpenter

1897 wurde in London von George Cecil Ives die Geheimgesellschaft Order of Chaeronea gegründet. Ihr Ziel war es, im juristisch harten Großbritannien einen „homosexuellen Widerstand“ aufzubauen und für Reformen zu werben, die Initiative blieb jedoch weitgehend erfolglos. Bereits seit 1881 war darüber hinaus Edward Carpenter aktiv, der heute als der führende englische homosexuelle Aktivist vom Ende des 19. Jahrhunderts bis in die frühen 1930er gilt. Aus einem utopischen Sozialismus heraus vertrat er feministische und sexualreformerische Ideen und wandte sich, beeinflusst durch Havelock Ellis sowie Otto Weininger, Magnus Hirschfeld und Walt Whitman, in den 1890er Jahren der „homosexuellen Frage“ zu. Angestoßen durch einen Vortrag von Hirschfeld 1912 in London gründete sich 1914 aus den Reihen des Order of Chaeronea die British Society for the Study of Sex Psychology (BSSP), zum Ehrenpräsidenten auf Lebenszeit wurde Carpenter ernannt. Ives’ „fast paranoide“ Furcht vor einem persönlichen Ehrverlust stand der öffentlichen Arbeit der kleinen Gruppe jedoch im Wege, so wurde auf sein Betreiben die erste britische homosexuelle Zeitschrift, The Quorum, nach nur einer Ausgabe 1920 wieder eingestellt.

#### USA
Der in Deutschland geborene Henry Gerber gründete, beeindruckt von einem Aufenthalt in Berlin, 1924 in Chicago die Society for Human Rights und veröffentlichte die erste homosexuelle Zeitschrift der USA, Friendship and Freedom. Nach nur zwei Ausgaben 1924 und 1925 wurden Gerbers Räume von der Polizei durchsucht, die gesamte Auflage beschlagnahmt und vernichtet und Gerber verhaftet, vor der Öffentlichkeit bloßgestellt und in der Presse diffamiert. Von der mangelnden Unterstützung der amerikanischen Homosexuellen enttäuscht, zog sich Gerber zeitweise von weiterer aktivistischer Arbeit zurück. In den 1930er und 1940er Jahren verstärkte sich seine Aktivität wieder und er wurde einflussreich im Zuge seiner umfangreichen Korrespondenz mit Protagonisten der Homophilenbewegung der USA.

#### Frankreich

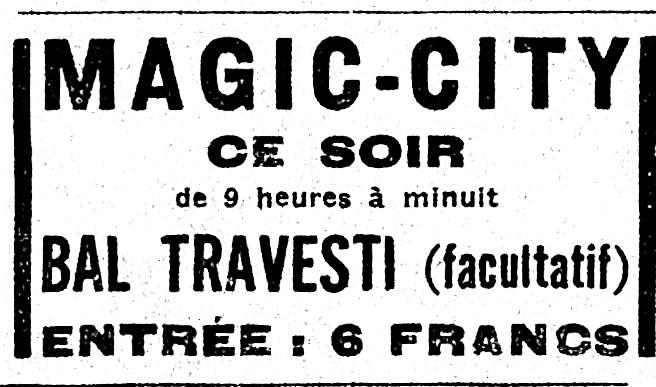
Ankündigung eines transvestitischen Balls in Paris, 1931

In Frankreich entstand zur selben Zeit die Zeitschrift Inversions. Nach vier Ausgaben 1924 und 1925 fanden sich die Herausgeber, Gustave-Léon Beyria und Gaston-Ernest Lestrade, nicht nur verurteilt wegen der Erregung öffentlichen Ärgernisses, ihnen wurde auch nachgesagt, sie agierten als deutsches Werkzeug zur Zerstörung der französischen Tradition der Heterosexualität und Familie. Zusätzlich wurden sie durch die homosexuelle Intelligentsia in Paris verspottet.
Beispielhaft erkennbar wird daran, dass trotz der Abwesenheit von Gesetzen gegen Homosexualität Polizei und Gerichtsbarkeit gegen Homosexuelle unter Verwendung anderer Sittengesetze vorgingen und sich dabei auf den Rückhalt in Medien und Gesellschaft stützen konnten. Diese gesellschaftliche Ächtung der Homosexualität in Frankreich führte unter dem Vichy-Regime 1942 zur Verabschiedung eines Gesetzes, das das Schutzalter für Homosexuelle auf 21 Jahre festlegte und bis 1982 in Kraft blieb.

### Von der Homosexuellenbewegung zur Homophilenbewegung 1933–1942
Mit der Zerschlagung der Infrastrukturen der Homosexuellenbewegung durch die Nationalsozialisten wurde die Arbeit in anderen Ländern wichtig. Von spezieller Bedeutung waren hierbei die Tschechoslowakei und vor allem die Schweiz. Aufgrund ihrer kulturellen Nähe zu Deutschland rezipierten sie in den 1930er Jahren die deutsche Bewegung der 1920er Jahre und führten sie eingeschränkt fort, als der Nationalsozialismus eine Arbeit in Deutschland bereits unmöglich gemacht hatte. Während die Aktivitäten in der Tschechoslowakei immer wieder versandeten und ab der Besetzung 1938 eine Weiterarbeit unmöglich wurde, entwickelte sich in der Schweiz ein Modell, das die Grundlagen für die Homophilenbewegung der 1940er bis 1970er Jahre bilden sollte.

#### Tschechoslowakei

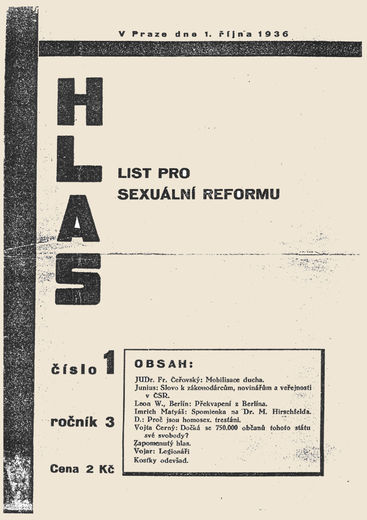
Titelblatt der tschechischen Hlas No. 1, 1936

Im Mai 1931 erschien in Prag die erste Ausgabe von Hlas, des ersten tschechoslowakischen Magazins für Homosexuelle. Im Folgejahr gründete sich aus ihrem Umfeld die Československá Liga pro sexuální reformu (Tschechoslowakische Liga für Sexualreform, CLSR) sowie die Homosexuellenorganisation Osvětové a společenského sdružení Přátelství (Aufgeklärter Gesellschaftsverband „Freundschaft“, OSSP). Auch in der zweitgrößten Stadt Brno entfaltete sich (kurzlebig bleibende) Aktivität, dort erschien 1932 eine zweite Zeitschrift, Kamarád, und ein Verein wurde gegründet, Osvětové společenské a sociální sdružení sexuální menšiny (Sozial- und Bildungsverein der sexuellen Minderheiten). Im selben Jahr fand auch der Weltkongress der von Magnus Hirschfeld geleiteten Weltliga für Sexualreform in Brno statt.
Die Aktiven fanden starke Unterstützung durch Hirschfeld und seinen Sekretär Karl Giese, die nach der Zerstörung des Instituts für Sexualwissenschaft und ihrem Gang ins Exil von der Tschechoslowakei aus wirken wollten. Beide schrieben für Hlas, stießen ein deutschsprachiges Supplement an und planten sogar eine deutschsprachige Ausgabe. Im Mai 1934 beteiligte sich auch der Schweizer Aktivist Rolf, später Herausgeber der Schweizer Zeitschrift Der Kreis, mit einem Beitrag am inzwischen umbenannten Nový Hlas, in dem er sich gegen Hirschfeld stellte. In der Nachfolge von Adolf Brands Verständnis vom Homoerotismus als einem höheren, „geistigen Lebensgefühl“ führte Meier so jene Fehde fort, die bereits im Berlin der 20er Jahre virulent gewesen war. Möglicherweise als Folge dieses Artikels riss zu dieser Zeit die Verbindung zwischen Hirschfeld/Giese und Novy Hlas ab.
Trotz aller Bemühungen gelang es Hlas/Novy Hlas nicht, genug Abonnenten zu gewinnen, nach Mai 1934 erschienen keine deutschen Texte mehr und im Dezember 1934 stellte die Zeitschrift ihr Erscheinen ein. Im September 1938 kam es zur einzigen Ausgabe eines Nachfolgers, Hlas Přírody, unter Mitwirkung des ehemaligen WhK-Vorstandes Kurt Hiller. Die Besetzung der Tschechoslowakei durch Deutschland im Oktober 1938 setzte allen weiteren Bestrebungen ein Ende. Trotz der Beteiligung namhafter Persönlichkeiten während ihres Bestehens blieb die tschechoslowakische Aktivität zu kurzlebig und klein, als dass sie signifikanten Einfluss hätte gewinnen können.

#### Schweiz

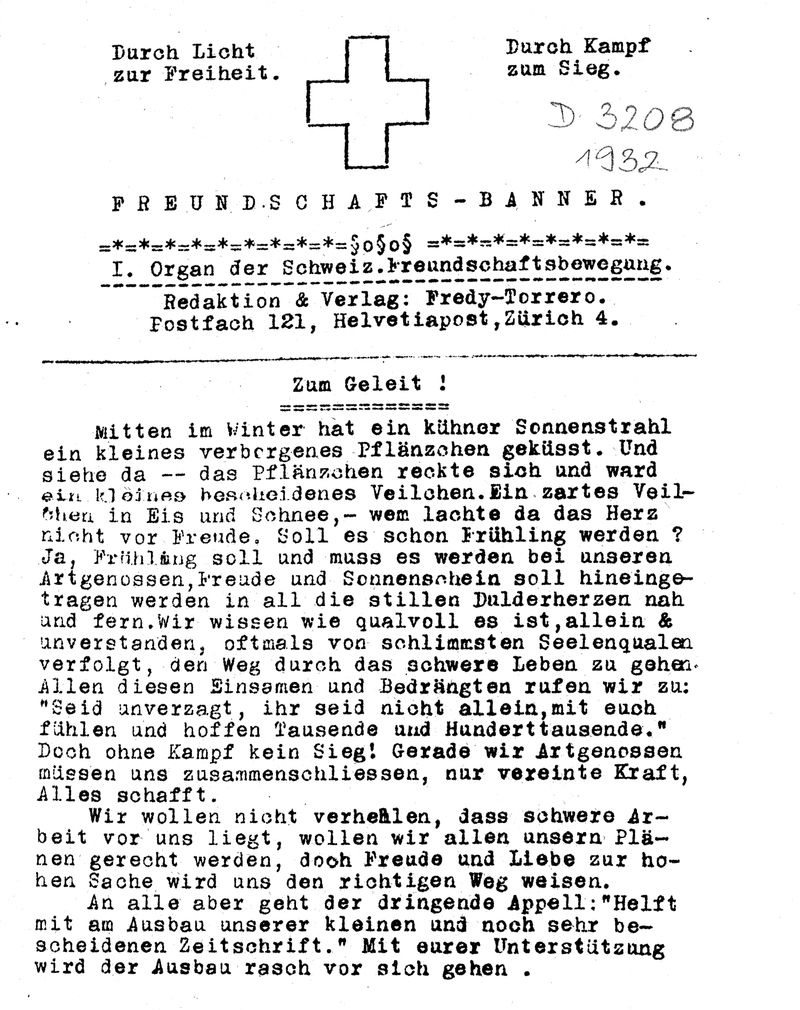
Titelseite der ersten Ausgabe des Freundschaftsbanners von 1932, der ersten Schweizer Homosexuellenzeitschrift.

Anhand des deutschen Vorbilds der Homosexuellenbewegung der 1920 und 1930er Jahre bemühten sich einige Aktivisten seit den frühen 1920er Jahren um die Etablierung emanzipativer Strukturen in der Schweiz. Dies gelang mit dem von Laura Thoma, August Bambula und Anna Vock 1932 gegründeten Schweizer Freundschaftsverband und der Zeitschrift Das Freundschaftsbanner. Zeitschrift und Verband konnten -trotz zahlreicher Transformationen- in der vom Zweiten Weltkrieg und dem Nationalsozialismus nur mittelbar berührten Schweiz bestehen bleiben. Sie führten so Methoden, Erkenntnisse und Positionen der deutschen Homosexuellenbewegung noch eine Weile fort. Der Verband löste sich zum Ende der 1930er Jahre auf, so dass sich alle Aktivitäten auf die 1938 in Menschenrecht umbenannte Zeitschrift konzentrierten. 1938 zog sich Laura Thoma zurück, sukzessive auch weitere Frauen und zunehmend wurde die Menschenrecht und ihr Umfeld durch männliche Homosexuelle dominiert. Als 1942 dann Anna Vock, nach 10 Jahren als Herausgeberin der Zeitschrift, sich ebenfalls aus der aktivistischen Arbeit zurückzog, hatte die ursprünglich aus einem Kreis lesbischer Frauen entstandene Zeitschrift Menschenrecht nur noch drei weibliche Abonnentinnen. Die Rolle des Herausgebers und Verlegers ging über auf den „Rolf“ genannten Schauspieler Karl Meier.
Hatten sich Freundschaftsbanner und Menschenrecht noch am Vorbild deutscher Lesbenzeitschriften orientiert, insbesondere der Garconne mit ihrer Mischung aus kämpferischen Texten, Berichten sozialer Aktivitäten und literarischer Texte, änderte sich dies nun. Rolf taufte die Zeitschrift 1942 um in Der Kreis, löste sie von den bisherigen Ideen der Homosexuellenbewegung und unterzog die Zeitschrift einer drastischen Neugestaltung.
Rolf etablierte ein konservativeres Verständnis gelebter Homosexualität, das sich teilweise am Modell von Adolf Brands Der Eigene orientierte. Der Kreis war eine elitäre und bildungsbürgerliche Zeitschrift, die die mann-männliche Liebe als die höchste und reinste Form menschlichen Liebens pries. Sie formulierte ein Ideal des „Homophilen“ als tugendhaft, gebildet und ethisch makellos mit stark kontrollierter Sexualität. Rolf verwarf auch den Begriff Homosexualität zugunsten des bereits 1924 von Karl-Günther Heimsoth geprägten Begriffs der „Homophilie“, der seinen entsexualisierten Vorstellungen näher kam. Nicht zuletzt schloss Der Kreis auch Frauen aus. Als lange weltweit einzige Zeitschrift für Homosexuelle und durch seine Mehrsprachigkeit (Der Kreis veröffentlichte seit 1942 französische und seit 1951 englischsprachige Beiträge) wurde er zu einem international rezipierten und einflussreichen Medium der Homophilenbewegung.

## Forschung
Erste Geschichtsschreibungen zur Homosexuellenbewegung existierten bereits zeitgenössisch, so forschte Ferdinand Karsch-Haack zur Jahrhundertwende über Heinrich Hössli anhand dessen Nachlass (der wiederum als Teil des Karsch-Haackschen Nachlasses verlorenging) und Magnus Hirschfeld verfasste eine historisch-autobiographische Artikelserie, in der er 1922/23 die Geschichte der Bewegung von 1897 an beschrieb und die weitere Texte von René Stelter und wiederum Ferdinand Karsch-Haacks nach sich zog. Diese Texte werden heute jedoch eher als Quellen genutzt und verstanden.
Ab den frühen 1970ern begann die Wiederentdeckung der Homosexuellenbewegung durch Akteure aus der Lesben- und Schwulenbewegung, die nicht nur anhand der wenigen erhaltenen Quellen und Dokumente arbeiteten, sondern in den 1970er und 1980er Jahren auch biographische Erinnerungen der letzten Zeitzeugen und Zeitzeuginnen durch Interviews sicherte.

### Wiederentdeckung

#### Deutschland

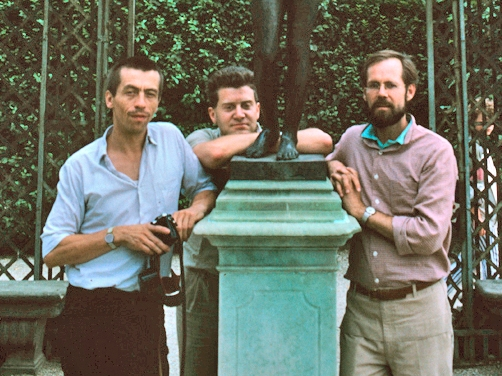
Manfred Herzer (links) und James Steakley (rechts), 1986 in Potsdam

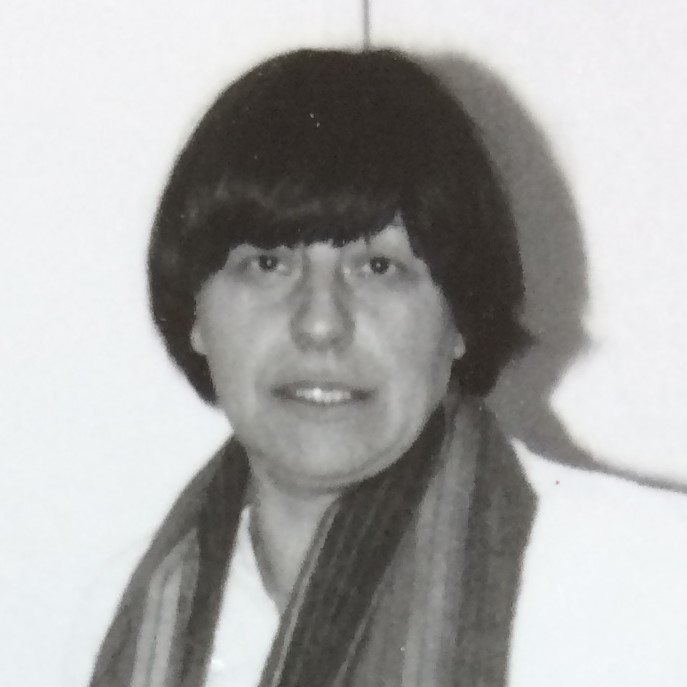
Ilse Kokula, 1980

Erste Arbeiten zur Erforschung der „eigenen Geschichte“ stammten aus der angloamerikanischen Schwulen- und Lesbenbewegung der frühen 1970er Jahre. In Berlin, das in den frühen 1970er Jahren zum Zentrum der deutschen Schwulen- und Lesbenbewegung wurde, entstand in aktivistischen Kreisen ein Interesse daran. Von besonderem Einfluss für die Geschichtsschreibung zur Homosexuellenbewegung war die ab 1973 in der kanadischen Schwulenzeitschrift The Body Politic erschienene Artikelserie The gay movement in Germany von James Steakley, die 1975 in der ersten monographischen Gesamtdarstellung der deutschen Homosexuellenbewegung mündete und den Protagonisten der jungen Schwulenbewegung als Anstoß für eine eigene Geschichtsschreibung diente. Vertreter dieser Generation waren u. a. Manfred Herzer oder Manfred Baumgardt.
In der deutschen Lesbenbewegung war die Berliner Gruppe L74 von Bedeutung, eine Gruppe älterer Lesben um Kitty Kuse, Hilde Radusch und Gertrude Sandmann. Ilse Kokula führte regelmäßig Interviews mit Zeitzeuginnen und publizierte ihre Ergebnisse, durch ihre Arbeit wurde sie zur Pionierin der lesbischen herstory in Deutschland. Initiativen aus dem Lesbischen Aktions-Zentrum führten ab 1973 in Berlin zur Sammlung von Materialien zur lesbischen Geschichte im sogenannten „Lesbenarchiv“, das 1983 unter der Leitung von Gudrun Schwarz in die formale Gründung des Archivs Spinnboden mündete, dem heute zweitgrößten Lesbenarchiv weltweit.
1982 wurde in Berlin die Magnus-Hirschfeld-Gesellschaft gegründet, die zusätzlich zu ihrem Fokus auf Magnus Hirschfeld kontinuierlich zur Geschichte von LGBTI forscht und publiziert. Von besonderer Bedeutung war 1984 die erfolgreiche und viel diskutierte Ausstellung „Eldorado“, die gemeinsam von Schwulen und Lesben im Berlin Museum realisiert wurde und den Anstoß zur Gründung des Schwulen Museums gab, das nicht nur Ausstellungen durchführt, sondern auch über ein bedeutendes Archiv und Bibliothek verfügt. 1992 gründete sich der Fachverband Homosexualität und Geschichte als Dachverband für unterschiedliche Initiativen und Projekte zur Erforschung und Dokumentation gleichgeschlechtlicher Geschichte, der auch die jährlich erscheinende Fachzeitschrift Invertito publiziert.
Neben den großen Berliner Archiven gibt es weitere kleine Archive, häufig mit lokalem/regionalem Fokus, z. B. das Schwullesbische Archiv Hannover, Forum Queeres Archiv München, das Kölner Centrum Schwule Geschichte, das Lesbenarchiv Frankfurt, das Schwulenarchiv Schweiz, STICHWORT – Archiv der Frauen- und Lesbenbewegung und QWIEN in Österreich.
Beiträge zur Erforschung des Themas leisteten seit den 1980er Jahren Jens Dobler, Ralf Dose, Günter Grau, Bernd-Ulrich Hergemöller, Rainer Herrn, Marita Keilson-Lauritz, Christiane Leidinger, Stefan Micheler, Kirsten Plötz, Andreas Pretzel, Heike Schader, Claudia Schoppmann, Hans Soetaert und Raimund Wolfert. Periodika sind Invertito, Capri, das Jahrbuch Sexualitäten und die Mitteilungen der Magnus-Hirschfeld-Gesellschaft, als Verlage wirken Männerschwarm, der Ulrike Helmer Verlag und bis zu seiner Insolvenz der Bruno Gmünder Verlag.
Da zur Geschichte der Homosexualitäten im deutschsprachigen Raum bis in die Gegenwart wenig in akademischen Strukturen geforscht wird, geschieht sie hier mehrheitlich durch Aktivisten und Aktivistinnen in von ihnen getragenen Strukturen. Jens Dobler beklagte in diesem Zusammenhang eine mangelnde Finanzierung der LSBTI-Forschung. Dementsprechend hat die deutschsprachige Forschung vor allem einen dokumentarischen Fokus auf Themen kleineren Umfangs. Durch die erheblich frühere Akademisierung des Gegenstandes in den USA als „Gay and Lesbian Studies“ seit den 1980er Jahren ergab sich dort Gelegenheit, auch vertiefende Forschungen und Darstellungen in Angriff zu nehmen. Daher stammen breiter angelegte Übersichtswerke häufig aus dem amerikanischen Raum, hier sind insbesondere die Bücher von James Steakley (The Homosexual Emancipation Movement in Germany, 1975), Richard Plant (The Pink Triangle: The Nazi War against Homosexuals, 1986), Robert Beachy (Das andere Berlin. Die Erfindung der Homosexualität, 2014), Marti M. Lybeck (Desiring Emancipation: New Women and Homosexuality in Germany, 1890–1933, 2014), Laurie Marhoefer (Sex and the Weimar Republic, 2015) und Clayton Whisnant (Queer Identities and Politics in Germany, 2016) zu nennen.

#### International
Zur Geschichte der Homosexuellenbewegung in Österreich arbeitete Hannah Hacker, zur Schweiz Ilse Kokula, Madeleine Marti, Ulrike Böhmer und Hubert Kennedy. Eine erste vergleichende Arbeit zu Europa und zugleich zur Geschichte der Homosexuellenbewegung in Frankreich veröffentlichte Florence Tamagne 2006 mit der zweibändigen History of Homosexuality in Europe. Berlin, London, Paris, 1919–1939. Einflussreich zur Geschichte der Bewegung in Großbritannien war die Arbeit von Matt Cook.